# Maison de Bourbon-Lavedan
Pour les articles homonymes, voir Lavedan et Bourbon.
La maison de Bourbon-Lavedan est une branche illégitime de la Maison de Bourbon, issue de Charles de Bourbon (1450-1502), fils illégitime de Jean II de Bourbon et Louise d'Albret. Il était le demi-frère de Mathieu le Grand bâtard de Bourbon, seigneur de Bouthéon.

## Histoire
La vicomté du Lavedan fut créée au début du Xe siècle par les comtes de Bigorre[réf. nécessaire]. Les vicomtes résidèrent tout d'abord au château de Castelloubon, puis à Beaucens, et s'éteignirent au XVe siècle.
Pratiquement indépendant, le Lavedan fut tout d'abord naturellement placé sous la suzeraineté des comtes de Bigorre, puis des rois d'Aragon, et enfin des rois de France. Pendant la guerre de Cent Ans, le traité de Brétigny (1360) l'attribua aux Anglais, mais les lavedanais les chassèrent au début du XVe siècle après une longue lutte. La vicomté passa alors sous la suzeraineté du comte de Foix.
L'héritière de la vicomté, Jeanne de Lavedan, fille aînée de Raimond Garcie VII de Lavedan, sénéchal de Bigorre, et de Bellegarde de Montesquiou, épousa, par contrat passé au château d'Andrest, le 17 août 1467, le chevalier Gaston du Lion, seigneur de Besaudun et chambellan de Louis XI. De leur union, Gaston et Jeanne n'eurent qu'une fille, Louise du Lion († 1529).
La Maison du Lion, connue depuis le XIIe siècle[réf. nécessaire], était l'une des plus illustres du Béarn. Elle descendait de Mansion Loup, vicomte de Lavedan, vivant au Xe siècle, second fils de Loup Donat, premier comte de Bigorre, lui-même issu des ducs de Vasconie[réf. nécessaire].
Riche héritière, Louise du Lion se maria le 21 février 1489 avec Charles, bâtard de Bourbon, sénéchal de Toulouse. Elle apportait à son époux, entre autres, la terre de Malauze-en-Quercy, les Quatre-Vallées et la vicomté de Lavedan. Jeanne de Lavedan, sa mère, par son testament du 15 mars 1500, institua pour héritière sa fille unique Louise du Lion.
Après son mariage, Charles de Bourbon, se fixa en Béarn. C'est ainsi que les deux époux fondèrent la maison de Bourbon-Lavedan. Le titre de vicomte de Lavedan se transmit par la suite dans la famille, jusqu'à ce que la dernière branche, celle des Bourbon-Malause, ne s'éteigne en 1744, à la mort du dernier marquis de Malause, Armand de Bourbon-Malause. Quelques années auparavant, en 1726, la branche des baron de Basian s'était déjà éteinte, à la mort prématurée de Louis de Bourbon-Basian.
Charles de Bourbon s'était vu attribuer par son père, le connétable Jean II de Bourbon, par lettres du mois d'août 1486, les terres de La Chaussée, d'Estain et de Bouconville en Barrois (Jean de Bourbon les tenait de René d'Anjou duc de Bar) en août 1486, auxquelles son oncle le duc Pierre de Bourbon ajouta la baronnie de Chaudes-Aigues en mars 1490.

## Armoiries
| Blason | Blasonnement : D'argent à la bande d'azur semée de fleurs de lys d'or, filet de gueules régnant sur le tout. Commentaires : Ces armoiries sont les mêmes que Mathieu le Grand bâtard de Bourbon. |

## Généalogie
|                    |                    |                    |                    |                             |                             |                             |                             |                                                       |                                                       |                                                       |                                                       |                                                       |                                                       |  |  |                                           |                                           |                                           |                                           |                                           |                                           |                |                |                                                                            |                                                                            |                                                                            |                                                                            |                                                                            |                                                                            |                                                     |                                                     | Jean II de Bourbon († 1488), duc de Bourbon         | Jean II de Bourbon († 1488), duc de Bourbon         | Jean II de Bourbon († 1488), duc de Bourbon | Jean II de Bourbon († 1488), duc de Bourbon | Jean II de Bourbon († 1488), duc de Bourbon                                                        | Jean II de Bourbon († 1488), duc de Bourbon                                                        | | | Louise d'Albret                                                                                    | Louise d'Albret                                                                                    | Louise d'Albret                  | Louise d'Albret                  | Louise d'Albret                                                                                   | Louise d'Albret                                                                                   |                                                                                                   |                                                                                                   |                                                                                                   |                                                                                                   |                                                            |                                                            |                                                            |                                                            |                                                          |                                                          |                                                          |                                                          |                |                |                                                             |                                                             |                                                             |                                                             |                                                             |                                                             |                              |                              |                                                         |                                                         |                                                         |                                                         |                                                         |                                                         |                                                |                                                |                                                |                                                |                              |                              |                              |                              |                      |                      |                                                 |                                                 |                                                 |                                                 |                                                                                                |                                                                                                |                                                                                                |                                                                                                |                                                                                                |                                                                                                |                                                              |                                                              |                                                                                 |                                                                                 |                                                                                 |                                                                                 |                                                                                 |                                                                                 |                                                                            |                                                                            |                                                                                     |                                                                                     |                                                                                     |                                                                                     |                                                                                     |                                                                                     |                                  |                                  |                                                             |                                                             |                                                             |                                                             | | | | | | |                                             |                                             |                                             |                                             |                                       |                                       |                                                    |                                                    |                                                    |                                                    |                                                    |                                                    |                                      |                                      |                                                      |                                                      |                                                      |                                                      |                                                      |                                                      |                                                  |                                                  |                                                                                     |                                                                                     |                                                                                     |                                                                                     |                                                                                     |                                                                                     |                    |                    |                                          |                                          |                                          |                                          |                                          |                                          |                     |                     |                                       |                                       |                                       |                                       |                                       |                                       |                     |                     |                                         |                                         |                                         |                                         |                                         |                                         |                       |                       |                                |                                |                                |                                |                                |                                |  |  |                                                                                    |                                                                                    |                                                                                    |                                                                                    |                                                                                    |                                                                                    |  |  |                               |                               |                               |                               |                               |                               |  |  |  |  |
|                    |                    |                    |                    |                             |                             |                             |                             |                                                       |                                                       |                                                       |                                                       |                                                       |                                                       |  |  |                                           |                                           |                                           |                                           |                                           |                                           |                |                |                                                                            |                                                                            |                                                                            |                                                                            |                                                                            |                                                                            |                                                     |                                                     | Jean II de Bourbon († 1488), duc de Bourbon         | Jean II de Bourbon († 1488), duc de Bourbon         | Jean II de Bourbon († 1488), duc de Bourbon | Jean II de Bourbon († 1488), duc de Bourbon | Jean II de Bourbon († 1488), duc de Bourbon                                                        | Jean II de Bourbon († 1488), duc de Bourbon                                                        | | | Louise d'Albret                                                                                    | Louise d'Albret                                                                                    | Louise d'Albret                  | Louise d'Albret                  | Louise d'Albret                                                                                   | Louise d'Albret                                                                                   |                                                                                                   |                                                                                                   |                                                                                                   |                                                                                                   |                                                            |                                                            |                                                            |                                                            |                                                          |                                                          |                                                          |                                                          |                |                |                                                             |                                                             |                                                             |                                                             |                                                             |                                                             |                              |                              |                                                         |                                                         |                                                         |                                                         |                                                         |                                                         |                                                |                                                |                                                |                                                |                              |                              |                              |                              |                      |                      |                                                 |                                                 |                                                 |                                                 |                                                                                                |                                                                                                |                                                                                                |                                                                                                |                                                                                                |                                                                                                |                                                              |                                                              |                                                                                 |                                                                                 |                                                                                 |                                                                                 |                                                                                 |                                                                                 |                                                                            |                                                                            |                                                                                     |                                                                                     |                                                                                     |                                                                                     |                                                                                     |                                                                                     |                                  |                                  |                                                             |                                                             |                                                             |                                                             | | | | | | |                                             |                                             |                                             |                                             |                                       |                                       |                                                    |                                                    |                                                    |                                                    |                                                    |                                                    |                                      |                                      |                                                      |                                                      |                                                      |                                                      |                                                      |                                                      |                                                  |                                                  |                                                                                     |                                                                                     |                                                                                     |                                                                                     |                                                                                     |                                                                                     |                    |                    |                                          |                                          |                                          |                                          |                                          |                                          |                     |                     |                                       |                                       |                                       |                                       |                                       |                                       |                     |                     |                                         |                                         |                                         |                                         |                                         |                                         |                       |                       |                                |                                |                                |                                |                                |                                |  |  |                                                                                    |                                                                                    |                                                                                    |                                                                                    |                                                                                    |                                                                                    |  |  |                               |                               |                               |                               |                               |                               |  |  |  |  |
|                    |                    |                    |                    |                             |                             |                             |                             |                                                       |                                                       |                                                       |                                                       |                                                       |                                                       |  |  |                                           |                                           |                                           |                                           |                                           |                                           |                |                |                                                                            |                                                                            |                                                                            |                                                                            |                                                                            |                                                                            |                                                     |                                                     |                                                     |                                                     |                                             |                                             | | | | | | |                                  |                                  |                                                                                                   |                                                                                                   |                                                                                                   |                                                                                                   |                                                                                                   |                                                                                                   |                                                            |                                                            |                                                            |                                                            |                                                          |                                                          |                                                          |                                                          |                |                |                                                             |                                                             |                                                             |                                                             |                                                             |                                                             |                              |                              |                                                         |                                                         |                                                         |                                                         |                                                         |                                                         |                                                |                                                |                                                |                                                |                              |                              |                              |                              |                      |                      |                                                 |                                                 |                                                 |                                                 |                                                                                                |                                                                                                |                                                                                                |                                                                                                |                                                                                                |                                                                                                |                                                              |                                                              |                                                                                 |                                                                                 |                                                                                 |                                                                                 |                                                                                 |                                                                                 |                                                                            |                                                                            |                                                                                     |                                                                                     |                                                                                     |                                                                                     |                                                                                     |                                                                                     |                                  |                                  |                                                             |                                                             |                                                             |                                                             | | | | | | |                                             |                                             |                                             |                                             |                                       |                                       |                                                    |                                                    |                                                    |                                                    |                                                    |                                                    |                                      |                                      |                                                      |                                                      |                                                      |                                                      |                                                      |                                                      |                                                  |                                                  |                                                                                     |                                                                                     |                                                                                     |                                                                                     |                                                                                     |                                                                                     |                    |                    |                                          |                                          |                                          |                                          |                                          |                                          |                     |                     |                                       |                                       |                                       |                                       |                                       |                                       |                     |                     |                                         |                                         |                                         |                                         |                                         |                                         |                       |                       |                                |                                |                                |                                |                                |                                |  |  |                                                                                    |                                                                                    |                                                                                    |                                                                                    |                                                                                    |                                                                                    |  |  |                               |                               |                               |                               |                               |                               |  |  |  |  |
|                    |                    |                    |                    |                             |                             |                             |                             |                                                       |                                                       |                                                       |                                                       |                                                       |                                                       |  |  |                                           |                                           |                                           |                                           |                                           |                                           |                |                |                                                                            |                                                                            |                                                                            |                                                                            |                                                                            |                                                                            |                                                     |                                                     |                                                     |                                                     |                                             |                                             | Charles de Bourbon († 1502), « bâtard de Bourbon », 1er vicomte de Lavedan de la Maison de Bourbon | Charles de Bourbon († 1502), « bâtard de Bourbon », 1er vicomte de Lavedan de la Maison de Bourbon | Charles de Bourbon († 1502), « bâtard de Bourbon », 1er vicomte de Lavedan de la Maison de Bourbon | Charles de Bourbon († 1502), « bâtard de Bourbon », 1er vicomte de Lavedan de la Maison de Bourbon | Charles de Bourbon († 1502), « bâtard de Bourbon », 1er vicomte de Lavedan de la Maison de Bourbon | Charles de Bourbon († 1502), « bâtard de Bourbon », 1er vicomte de Lavedan de la Maison de Bourbon |                                  |                                  | Louise du Lion                                                                                    | Louise du Lion                                                                                    | Louise du Lion                                                                                    | Louise du Lion                                                                                    | Louise du Lion                                                                                    | Louise du Lion                                                                                    |                                                            |                                                            |                                                            |                                                            |                                                          |                                                          |                                                          |                                                          |                |                |                                                             |                                                             |                                                             |                                                             |                                                             |                                                             |                              |                              |                                                         |                                                         |                                                         |                                                         |                                                         |                                                         |                                                |                                                |                                                |                                                |                              |                              |                              |                              |                      |                      |                                                 |                                                 |                                                 |                                                 |                                                                                                |                                                                                                |                                                                                                |                                                                                                |                                                                                                |                                                                                                |                                                              |                                                              |                                                                                 |                                                                                 |                                                                                 |                                                                                 |                                                                                 |                                                                                 |                                                                            |                                                                            |                                                                                     |                                                                                     |                                                                                     |                                                                                     |                                                                                     |                                                                                     |                                  |                                  |                                                             |                                                             |                                                             |                                                             | | | | | | |                                             |                                             |                                             |                                             |                                       |                                       |                                                    |                                                    |                                                    |                                                    |                                                    |                                                    |                                      |                                      |                                                      |                                                      |                                                      |                                                      |                                                      |                                                      |                                                  |                                                  |                                                                                     |                                                                                     |                                                                                     |                                                                                     |                                                                                     |                                                                                     |                    |                    |                                          |                                          |                                          |                                          |                                          |                                          |                     |                     |                                       |                                       |                                       |                                       |                                       |                                       |                     |                     |                                         |                                         |                                         |                                         |                                         |                                         |                       |                       |                                |                                |                                |                                |                                |                                |  |  |                                                                                    |                                                                                    |                                                                                    |                                                                                    |                                                                                    |                                                                                    |  |  |                               |                               |                               |                               |                               |                               |  |  |  |  |
|                    |                    |                    |                    |                             |                             |                             |                             |                                                       |                                                       |                                                       |                                                       |                                                       |                                                       |  |  |                                           |                                           |                                           |                                           |                                           |                                           |                |                |                                                                            |                                                                            |                                                                            |                                                                            |                                                                            |                                                                            |                                                     |                                                     |                                                     |                                                     |                                             |                                             | Charles de Bourbon († 1502), « bâtard de Bourbon », 1er vicomte de Lavedan de la Maison de Bourbon | Charles de Bourbon († 1502), « bâtard de Bourbon », 1er vicomte de Lavedan de la Maison de Bourbon | Charles de Bourbon († 1502), « bâtard de Bourbon », 1er vicomte de Lavedan de la Maison de Bourbon | Charles de Bourbon († 1502), « bâtard de Bourbon », 1er vicomte de Lavedan de la Maison de Bourbon | Charles de Bourbon († 1502), « bâtard de Bourbon », 1er vicomte de Lavedan de la Maison de Bourbon | Charles de Bourbon († 1502), « bâtard de Bourbon », 1er vicomte de Lavedan de la Maison de Bourbon |                                  |                                  | Louise du Lion                                                                                    | Louise du Lion                                                                                    | Louise du Lion                                                                                    | Louise du Lion                                                                                    | Louise du Lion                                                                                    | Louise du Lion                                                                                    |                                                            |                                                            |                                                            |                                                            |                                                          |                                                          |                                                          |                                                          |                |                |                                                             |                                                             |                                                             |                                                             |                                                             |                                                             |                              |                              |                                                         |                                                         |                                                         |                                                         |                                                         |                                                         |                                                |                                                |                                                |                                                |                              |                              |                              |                              |                      |                      |                                                 |                                                 |                                                 |                                                 |                                                                                                |                                                                                                |                                                                                                |                                                                                                |                                                                                                |                                                                                                |                                                              |                                                              |                                                                                 |                                                                                 |                                                                                 |                                                                                 |                                                                                 |                                                                                 |                                                                            |                                                                            |                                                                                     |                                                                                     |                                                                                     |                                                                                     |                                                                                     |                                                                                     |                                  |                                  |                                                             |                                                             |                                                             |                                                             | | | | | | |                                             |                                             |                                             |                                             |                                       |                                       |                                                    |                                                    |                                                    |                                                    |                                                    |                                                    |                                      |                                      |                                                      |                                                      |                                                      |                                                      |                                                      |                                                      |                                                  |                                                  |                                                                                     |                                                                                     |                                                                                     |                                                                                     |                                                                                     |                                                                                     |                    |                    |                                          |                                          |                                          |                                          |                                          |                                          |                     |                     |                                       |                                       |                                       |                                       |                                       |                                       |                     |                     |                                         |                                         |                                         |                                         |                                         |                                         |                       |                       |                                |                                |                                |                                |                                |                                |  |  |                                                                                    |                                                                                    |                                                                                    |                                                                                    |                                                                                    |                                                                                    |  |  |                               |                               |                               |                               |                               |                               |  |  |  |  |
|                    |                    |                    |                    |                             |                             |                             |                             |                                                       |                                                       |                                                       |                                                       |                                                       |                                                       |  |  |                                           |                                           |                                           |                                           |                                           |                                           |                |                |                                                                            |                                                                            |                                                                            |                                                                            |                                                                            |                                                                            |                                                     |                                                     |                                                     |                                                     |                                             |                                             | | | | | | |                                  |                                  |                                                                                                   |                                                                                                   |                                                                                                   |                                                                                                   |                                                                                                   |                                                                                                   |                                                            |                                                            |                                                            |                                                            |                                                          |                                                          |                                                          |                                                          |                |                |                                                             |                                                             |                                                             |                                                             |                                                             |                                                             |                              |                              |                                                         |                                                         |                                                         |                                                         |                                                         |                                                         |                                                |                                                |                                                |                                                |                              |                              |                              |                              |                      |                      |                                                 |                                                 |                                                 |                                                 |                                                                                                |                                                                                                |                                                                                                |                                                                                                |                                                                                                |                                                                                                |                                                              |                                                              |                                                                                 |                                                                                 |                                                                                 |                                                                                 |                                                                                 |                                                                                 |                                                                            |                                                                            |                                                                                     |                                                                                     |                                                                                     |                                                                                     |                                                                                     |                                                                                     |                                  |                                  |                                                             |                                                             |                                                             |                                                             | | | | | | |                                             |                                             |                                             |                                             |                                       |                                       |                                                    |                                                    |                                                    |                                                    |                                                    |                                                    |                                      |                                      |                                                      |                                                      |                                                      |                                                      |                                                      |                                                      |                                                  |                                                  |                                                                                     |                                                                                     |                                                                                     |                                                                                     |                                                                                     |                                                                                     |                    |                    |                                          |                                          |                                          |                                          |                                          |                                          |                     |                     |                                       |                                       |                                       |                                       |                                       |                                       |                     |                     |                                         |                                         |                                         |                                         |                                         |                                         |                       |                       |                                |                                |                                |                                |                                |                                |  |  |                                                                                    |                                                                                    |                                                                                    |                                                                                    |                                                                                    |                                                                                    |  |  |                               |                               |                               |                               |                               |                               |  |  |  |  |
|                    |                    |                    |                    |                             |                             |                             |                             |                                                       |                                                       |                                                       |                                                       |                                                       |                                                       |  |  |                                           |                                           |                                           |                                           |                                           |                                           |                |                |                                                                            |                                                                            |                                                                            |                                                                            |                                                                            |                                                                            |                                                     |                                                     |                                                     |                                                     |                                             |                                             | | | | | | |                                  |                                  |                                                                                                   |                                                                                                   |                                                                                                   |                                                                                                   |                                                                                                   |                                                                                                   |                                                            |                                                            |                                                            |                                                            |                                                          |                                                          |                                                          |                                                          |                |                |                                                             |                                                             |                                                             |                                                             |                                                             |                                                             |                              |                              |                                                         |                                                         |                                                         |                                                         |                                                         |                                                         |                                                |                                                |                                                |                                                |                              |                              |                              |                              |                      |                      |                                                 |                                                 |                                                 |                                                 |                                                                                                |                                                                                                |                                                                                                |                                                                                                |                                                                                                |                                                                                                |                                                              |                                                              |                                                                                 |                                                                                 |                                                                                 |                                                                                 |                                                                                 |                                                                                 |                                                                            |                                                                            |                                                                                     |                                                                                     |                                                                                     |                                                                                     |                                                                                     |                                                                                     |                                  |                                  |                                                             |                                                             |                                                             |                                                             | | | | | | |                                             |                                             |                                             |                                             |                                       |                                       |                                                    |                                                    |                                                    |                                                    |                                                    |                                                    |                                      |                                      |                                                      |                                                      |                                                      |                                                      |                                                      |                                                      |                                                  |                                                  |                                                                                     |                                                                                     |                                                                                     |                                                                                     |                                                                                     |                                                                                     |                    |                    |                                          |                                          |                                          |                                          |                                          |                                          |                     |                     |                                       |                                       |                                       |                                       |                                       |                                       |                     |                     |                                         |                                         |                                         |                                         |                                         |                                         |                       |                       |                                |                                |                                |                                |                                |                                |  |  |                                                                                    |                                                                                    |                                                                                    |                                                                                    |                                                                                    |                                                                                    |  |  |                               |                               |                               |                               |                               |                               |  |  |  |  |
|                    |                    |                    |                    |                             |                             |                             |                             |                                                       |                                                       |                                                       |                                                       |                                                       |                                                       |  |  |                                           |                                           |                                           |                                           | Suzanne du Puy                            | Suzanne du Puy                            | Suzanne du Puy | Suzanne du Puy | Suzanne du Puy                                                             | Suzanne du Puy                                                             |                                                                            |                                                                            | Gaston de Bourbon-Lavedan († 1555), baron de Basian                        | Gaston de Bourbon-Lavedan († 1555), baron de Basian                        | Gaston de Bourbon-Lavedan († 1555), baron de Basian | Gaston de Bourbon-Lavedan († 1555), baron de Basian | Gaston de Bourbon-Lavedan († 1555), baron de Basian | Gaston de Bourbon-Lavedan († 1555), baron de Basian |                                             |                                             | Jacques Bourbon de Lavedan                                                                         | Jacques Bourbon de Lavedan                                                                         | Jacques Bourbon de Lavedan                                                                         | Jacques Bourbon de Lavedan                                                                         | Jacques Bourbon de Lavedan                                                                         | Jacques Bourbon de Lavedan                                                                         |                                  |                                  | Hector de Bourbon-Lavedan († 1525), 2e vicomte de Lavedan, fait prisonnier à la bataille de Pavie | Hector de Bourbon-Lavedan († 1525), 2e vicomte de Lavedan, fait prisonnier à la bataille de Pavie | Hector de Bourbon-Lavedan († 1525), 2e vicomte de Lavedan, fait prisonnier à la bataille de Pavie | Hector de Bourbon-Lavedan († 1525), 2e vicomte de Lavedan, fait prisonnier à la bataille de Pavie | Hector de Bourbon-Lavedan († 1525), 2e vicomte de Lavedan, fait prisonnier à la bataille de Pavie | Hector de Bourbon-Lavedan († 1525), 2e vicomte de Lavedan, fait prisonnier à la bataille de Pavie |                                                            |                                                            | Renée d'Anjou-Mézières, fille de René d'Anjou-Mézières     | Renée d'Anjou-Mézières, fille de René d'Anjou-Mézières     | Renée d'Anjou-Mézières, fille de René d'Anjou-Mézières   | Renée d'Anjou-Mézières, fille de René d'Anjou-Mézières   | Renée d'Anjou-Mézières, fille de René d'Anjou-Mézières   | Renée d'Anjou-Mézières, fille de René d'Anjou-Mézières   |                |                | Antoinette d'Anjou-Mézières, fille de René d'Anjou-Mézières | Antoinette d'Anjou-Mézières, fille de René d'Anjou-Mézières | Antoinette d'Anjou-Mézières, fille de René d'Anjou-Mézières | Antoinette d'Anjou-Mézières, fille de René d'Anjou-Mézières | Antoinette d'Anjou-Mézières, fille de René d'Anjou-Mézières | Antoinette d'Anjou-Mézières, fille de René d'Anjou-Mézières |                              |                              |                                                         |                                                         |                                                         |                                                         |                                                         |                                                         |                                                |                                                |                                                |                                                |                              |                              |                              |                              |                      |                      |                                                 |                                                 |                                                 |                                                 | Jean de Bourbon-Lavedan († 1549), 3e vicomte de Lavedan, gouverneur de la princesse de Navarre | Jean de Bourbon-Lavedan († 1549), 3e vicomte de Lavedan, gouverneur de la princesse de Navarre | Jean de Bourbon-Lavedan († 1549), 3e vicomte de Lavedan, gouverneur de la princesse de Navarre | Jean de Bourbon-Lavedan († 1549), 3e vicomte de Lavedan, gouverneur de la princesse de Navarre | Jean de Bourbon-Lavedan († 1549), 3e vicomte de Lavedan, gouverneur de la princesse de Navarre | Jean de Bourbon-Lavedan († 1549), 3e vicomte de Lavedan, gouverneur de la princesse de Navarre |                                                              |                                                              |                                                                                 |                                                                                 |                                                                                 |                                                                                 |                                                                                 |                                                                                 |                                                                            |                                                                            |                                                                                     |                                                                                     |                                                                                     |                                                                                     |                                                                                     |                                                                                     |                                  |                                  |                                                             |                                                             |                                                             |                                                             | | | | | | |                                             |                                             | Françoise de Silly                          | Françoise de Silly                          | Françoise de Silly                    | Françoise de Silly                    | Françoise de Silly                                 | Françoise de Silly                                 |                                                    |                                                    |                                                    |                                                    |                                      |                                      |                                                      |                                                      |                                                      |                                                      |                                                      |                                                      |                                                  |                                                  |                                                                                     |                                                                                     |                                                                                     |                                                                                     |                                                                                     |                                                                                     |                    |                    |                                          |                                          |                                          |                                          |                                          |                                          |                     |                     |                                       |                                       |                                       |                                       |                                       |                                       |                     |                     |                                         |                                         |                                         |                                         |                                         |                                         |                       |                       |                                |                                |                                |                                |                                |                                |  |  |                                                                                    |                                                                                    |                                                                                    |                                                                                    |                                                                                    |                                                                                    |  |  |                               |                               |                               |                               |                               |                               |  |  |  |  |
|                    |                    |                    |                    |                             |                             |                             |                             |                                                       |                                                       |                                                       |                                                       |                                                       |                                                       |  |  |                                           |                                           |                                           |                                           | Suzanne du Puy                            | Suzanne du Puy                            | Suzanne du Puy | Suzanne du Puy | Suzanne du Puy                                                             | Suzanne du Puy                                                             |                                                                            |                                                                            | Gaston de Bourbon-Lavedan († 1555), baron de Basian                        | Gaston de Bourbon-Lavedan († 1555), baron de Basian                        | Gaston de Bourbon-Lavedan († 1555), baron de Basian | Gaston de Bourbon-Lavedan († 1555), baron de Basian | Gaston de Bourbon-Lavedan († 1555), baron de Basian | Gaston de Bourbon-Lavedan († 1555), baron de Basian |                                             |                                             | Jacques Bourbon de Lavedan                                                                         | Jacques Bourbon de Lavedan                                                                         | Jacques Bourbon de Lavedan                                                                         | Jacques Bourbon de Lavedan                                                                         | Jacques Bourbon de Lavedan                                                                         | Jacques Bourbon de Lavedan                                                                         |                                  |                                  | Hector de Bourbon-Lavedan († 1525), 2e vicomte de Lavedan, fait prisonnier à la bataille de Pavie | Hector de Bourbon-Lavedan († 1525), 2e vicomte de Lavedan, fait prisonnier à la bataille de Pavie | Hector de Bourbon-Lavedan († 1525), 2e vicomte de Lavedan, fait prisonnier à la bataille de Pavie | Hector de Bourbon-Lavedan († 1525), 2e vicomte de Lavedan, fait prisonnier à la bataille de Pavie | Hector de Bourbon-Lavedan († 1525), 2e vicomte de Lavedan, fait prisonnier à la bataille de Pavie | Hector de Bourbon-Lavedan († 1525), 2e vicomte de Lavedan, fait prisonnier à la bataille de Pavie |                                                            |                                                            | Renée d'Anjou-Mézières, fille de René d'Anjou-Mézières     | Renée d'Anjou-Mézières, fille de René d'Anjou-Mézières     | Renée d'Anjou-Mézières, fille de René d'Anjou-Mézières   | Renée d'Anjou-Mézières, fille de René d'Anjou-Mézières   | Renée d'Anjou-Mézières, fille de René d'Anjou-Mézières   | Renée d'Anjou-Mézières, fille de René d'Anjou-Mézières   |                |                | Antoinette d'Anjou-Mézières, fille de René d'Anjou-Mézières | Antoinette d'Anjou-Mézières, fille de René d'Anjou-Mézières | Antoinette d'Anjou-Mézières, fille de René d'Anjou-Mézières | Antoinette d'Anjou-Mézières, fille de René d'Anjou-Mézières | Antoinette d'Anjou-Mézières, fille de René d'Anjou-Mézières | Antoinette d'Anjou-Mézières, fille de René d'Anjou-Mézières |                              |                              |                                                         |                                                         |                                                         |                                                         |                                                         |                                                         |                                                |                                                |                                                |                                                |                              |                              |                              |                              |                      |                      |                                                 |                                                 |                                                 |                                                 | Jean de Bourbon-Lavedan († 1549), 3e vicomte de Lavedan, gouverneur de la princesse de Navarre | Jean de Bourbon-Lavedan († 1549), 3e vicomte de Lavedan, gouverneur de la princesse de Navarre | Jean de Bourbon-Lavedan († 1549), 3e vicomte de Lavedan, gouverneur de la princesse de Navarre | Jean de Bourbon-Lavedan († 1549), 3e vicomte de Lavedan, gouverneur de la princesse de Navarre | Jean de Bourbon-Lavedan († 1549), 3e vicomte de Lavedan, gouverneur de la princesse de Navarre | Jean de Bourbon-Lavedan († 1549), 3e vicomte de Lavedan, gouverneur de la princesse de Navarre |                                                              |                                                              |                                                                                 |                                                                                 |                                                                                 |                                                                                 |                                                                                 |                                                                                 |                                                                            |                                                                            |                                                                                     |                                                                                     |                                                                                     |                                                                                     |                                                                                     |                                                                                     |                                  |                                  |                                                             |                                                             |                                                             |                                                             | | | | | | |                                             |                                             | Françoise de Silly                          | Françoise de Silly                          | Françoise de Silly                    | Françoise de Silly                    | Françoise de Silly                                 | Françoise de Silly                                 |                                                    |                                                    |                                                    |                                                    |                                      |                                      |                                                      |                                                      |                                                      |                                                      |                                                      |                                                      |                                                  |                                                  |                                                                                     |                                                                                     |                                                                                     |                                                                                     |                                                                                     |                                                                                     |                    |                    |                                          |                                          |                                          |                                          |                                          |                                          |                     |                     |                                       |                                       |                                       |                                       |                                       |                                       |                     |                     |                                         |                                         |                                         |                                         |                                         |                                         |                       |                       |                                |                                |                                |                                |                                |                                |  |  |                                                                                    |                                                                                    |                                                                                    |                                                                                    |                                                                                    |                                                                                    |  |  |                               |                               |                               |                               |                               |                               |  |  |  |  |
|                    |                    |                    |                    |                             |                             |                             |                             |                                                       |                                                       |                                                       |                                                       |                                                       |                                                       |  |  |                                           |                                           |                                           |                                           |                                           |                                           |                |                |                                                                            |                                                                            |                                                                            |                                                                            |                                                                            |                                                                            |                                                     |                                                     |                                                     |                                                     |                                             |                                             | | | | | | |                                  |                                  |                                                                                                   |                                                                                                   |                                                                                                   |                                                                                                   |                                                                                                   |                                                                                                   |                                                            |                                                            |                                                            |                                                            |                                                          |                                                          |                                                          |                                                          |                |                |                                                             |                                                             |                                                             |                                                             |                                                             |                                                             |                              |                              |                                                         |                                                         |                                                         |                                                         |                                                         |                                                         |                                                |                                                |                                                |                                                |                              |                              |                              |                              |                      |                      |                                                 |                                                 |                                                 |                                                 |                                                                                                |                                                                                                |                                                                                                |                                                                                                |                                                                                                |                                                                                                |                                                              |                                                              |                                                                                 |                                                                                 |                                                                                 |                                                                                 |                                                                                 |                                                                                 |                                                                            |                                                                            |                                                                                     |                                                                                     |                                                                                     |                                                                                     |                                                                                     |                                                                                     |                                  |                                  |                                                             |                                                             |                                                             |                                                             | | | | | | |                                             |                                             |                                             |                                             |                                       |                                       |                                                    |                                                    |                                                    |                                                    |                                                    |                                                    |                                      |                                      |                                                      |                                                      |                                                      |                                                      |                                                      |                                                      |                                                  |                                                  |                                                                                     |                                                                                     |                                                                                     |                                                                                     |                                                                                     |                                                                                     |                    |                    |                                          |                                          |                                          |                                          |                                          |                                          |                     |                     |                                       |                                       |                                       |                                       |                                       |                                       |                     |                     |                                         |                                         |                                         |                                         |                                         |                                         |                       |                       |                                |                                |                                |                                |                                |                                |  |  |                                                                                    |                                                                                    |                                                                                    |                                                                                    |                                                                                    |                                                                                    |  |  |                               |                               |                               |                               |                               |                               |  |  |  |  |
|                    |                    |                    |                    |                             |                             |                             |                             |                                                       |                                                       |                                                       |                                                       |                                                       |                                                       |  |  |                                           |                                           |                                           |                                           |                                           |                                           |                |                |                                                                            |                                                                            |                                                                            |                                                                            |                                                                            |                                                                            |                                                     |                                                     |                                                     |                                                     |                                             |                                             | | | | | | |                                  |                                  |                                                                                                   |                                                                                                   |                                                                                                   |                                                                                                   |                                                                                                   |                                                                                                   |                                                            |                                                            |                                                            |                                                            |                                                          |                                                          |                                                          |                                                          |                |                |                                                             |                                                             |                                                             |                                                             |                                                             |                                                             |                              |                              |                                                         |                                                         |                                                         |                                                         |                                                         |                                                         |                                                |                                                |                                                |                                                |                              |                              |                              |                              |                      |                      |                                                 |                                                 |                                                 |                                                 |                                                                                                |                                                                                                |                                                                                                |                                                                                                |                                                                                                |                                                                                                |                                                              |                                                              |                                                                                 |                                                                                 |                                                                                 |                                                                                 |                                                                                 |                                                                                 |                                                                            |                                                                            |                                                                                     |                                                                                     |                                                                                     |                                                                                     |                                                                                     |                                                                                     |                                  |                                  |                                                             |                                                             |                                                             |                                                             | | | | | | |                                             |                                             |                                             |                                             |                                       |                                       |                                                    |                                                    |                                                    |                                                    |                                                    |                                                    |                                      |                                      |                                                      |                                                      |                                                      |                                                      |                                                      |                                                      |                                                  |                                                  |                                                                                     |                                                                                     |                                                                                     |                                                                                     |                                                                                     |                                                                                     |                    |                    |                                          |                                          |                                          |                                          |                                          |                                          |                     |                     |                                       |                                       |                                       |                                       |                                       |                                       |                     |                     |                                         |                                         |                                         |                                         |                                         |                                         |                       |                       |                                |                                |                                |                                |                                |                                |  |  |                                                                                    |                                                                                    |                                                                                    |                                                                                    |                                                                                    |                                                                                    |  |  |                               |                               |                               |                               |                               |                               |  |  |  |  |
|                    |                    |                    |                    |                             |                             |                             |                             |                                                       |                                                       |                                                       |                                                       |                                                       |                                                       |  |  | Françoise de Saint-Martin                 | Françoise de Saint-Martin                 | Françoise de Saint-Martin                 | Françoise de Saint-Martin                 | Françoise de Saint-Martin                 | Françoise de Saint-Martin                 |                |                | Jeanne de Bourbon-Lavedan (1548-1638), abbesse de Sainte-Marie de la Règle | Jeanne de Bourbon-Lavedan (1548-1638), abbesse de Sainte-Marie de la Règle | Jeanne de Bourbon-Lavedan (1548-1638), abbesse de Sainte-Marie de la Règle | Jeanne de Bourbon-Lavedan (1548-1638), abbesse de Sainte-Marie de la Règle | Jeanne de Bourbon-Lavedan (1548-1638), abbesse de Sainte-Marie de la Règle | Jeanne de Bourbon-Lavedan (1548-1638), abbesse de Sainte-Marie de la Règle |                                                     |                                                     |                                                     |                                                     |                                             |                                             | | | | | | |                                  |                                  | Anne de Castelnau de Coraze                                                                       | Anne de Castelnau de Coraze                                                                       | Anne de Castelnau de Coraze                                                                       | Anne de Castelnau de Coraze                                                                       | Anne de Castelnau de Coraze                                                                       | Anne de Castelnau de Coraze                                                                       |                                                            |                                                            | Manaud de Bourbon-Lavedan (1532-1592), baron de Barbazan   | Manaud de Bourbon-Lavedan (1532-1592), baron de Barbazan   | Manaud de Bourbon-Lavedan (1532-1592), baron de Barbazan | Manaud de Bourbon-Lavedan (1532-1592), baron de Barbazan | Manaud de Bourbon-Lavedan (1532-1592), baron de Barbazan | Manaud de Bourbon-Lavedan (1532-1592), baron de Barbazan |                |                | ?                                                           | ?                                                           | ?                                                           | ?                                                           | ?                                                           | ?                                                           |                              |                              | Anne de Bourbon-Lavedan († 1594), 4e vicomte de Lavedan | Anne de Bourbon-Lavedan († 1594), 4e vicomte de Lavedan | Anne de Bourbon-Lavedan († 1594), 4e vicomte de Lavedan | Anne de Bourbon-Lavedan († 1594), 4e vicomte de Lavedan | Anne de Bourbon-Lavedan († 1594), 4e vicomte de Lavedan | Anne de Bourbon-Lavedan († 1594), 4e vicomte de Lavedan |                                                |                                                | Jeanne d'Abzac de la Douze                     | Jeanne d'Abzac de la Douze                     | Jeanne d'Abzac de la Douze   | Jeanne d'Abzac de la Douze   | Jeanne d'Abzac de la Douze   | Jeanne d'Abzac de la Douze   |                      |                      | Aimée de Bourbon-Lavedan (1546-1556)`           | Aimée de Bourbon-Lavedan (1546-1556)`           | Aimée de Bourbon-Lavedan (1546-1556)`           | Aimée de Bourbon-Lavedan (1546-1556)`           | Aimée de Bourbon-Lavedan (1546-1556)`                                                          | Aimée de Bourbon-Lavedan (1546-1556)`                                                          |                                                                                                |                                                                                                | Louise de Bourbon-Lavedan (1548-1638), abbesse de Fontevraud                                   | Louise de Bourbon-Lavedan (1548-1638), abbesse de Fontevraud                                   | Louise de Bourbon-Lavedan (1548-1638), abbesse de Fontevraud | Louise de Bourbon-Lavedan (1548-1638), abbesse de Fontevraud | Louise de Bourbon-Lavedan (1548-1638), abbesse de Fontevraud                    | Louise de Bourbon-Lavedan (1548-1638), abbesse de Fontevraud                    |                                                                                 |                                                                                 | Jeanne de Bourbon-Lavedan (1548-1638), abbesse de Sainte-Marie de la Règle      | Jeanne de Bourbon-Lavedan (1548-1638), abbesse de Sainte-Marie de la Règle      | Jeanne de Bourbon-Lavedan (1548-1638), abbesse de Sainte-Marie de la Règle | Jeanne de Bourbon-Lavedan (1548-1638), abbesse de Sainte-Marie de la Règle | Jeanne de Bourbon-Lavedan (1548-1638), abbesse de Sainte-Marie de la Règle          | Jeanne de Bourbon-Lavedan (1548-1638), abbesse de Sainte-Marie de la Règle          |                                                                                     |                                                                                     | Françoise de Saint-Exupéry                                                          | Françoise de Saint-Exupéry                                                          | Françoise de Saint-Exupéry       | Françoise de Saint-Exupéry       | Françoise de Saint-Exupéry                                  | Françoise de Saint-Exupéry                                  |                                                             |                                                             | Henri de Bourbon-Lavedan (1544-1611), baron de Malause, 6e vicomte de Lavedan, lieutenant général des gendarmes d'Henri IV | Henri de Bourbon-Lavedan (1544-1611), baron de Malause, 6e vicomte de Lavedan, lieutenant général des gendarmes d'Henri IV | Henri de Bourbon-Lavedan (1544-1611), baron de Malause, 6e vicomte de Lavedan, lieutenant général des gendarmes d'Henri IV | Henri de Bourbon-Lavedan (1544-1611), baron de Malause, 6e vicomte de Lavedan, lieutenant général des gendarmes d'Henri IV | Henri de Bourbon-Lavedan (1544-1611), baron de Malause, 6e vicomte de Lavedan, lieutenant général des gendarmes d'Henri IV | Henri de Bourbon-Lavedan (1544-1611), baron de Malause, 6e vicomte de Lavedan, lieutenant général des gendarmes d'Henri IV |                                             |                                             | Marie de Bourbon-Lavedan (1540-1620)        | Marie de Bourbon-Lavedan (1540-1620)        | Marie de Bourbon-Lavedan (1540-1620)  | Marie de Bourbon-Lavedan (1540-1620)  | Marie de Bourbon-Lavedan (1540-1620)               | Marie de Bourbon-Lavedan (1540-1620)               |                                                    |                                                    | Jean VI Guichard, seigneur du Pairé                | Jean VI Guichard, seigneur du Pairé                | Jean VI Guichard, seigneur du Pairé  | Jean VI Guichard, seigneur du Pairé  | Jean VI Guichard, seigneur du Pairé                  | Jean VI Guichard, seigneur du Pairé                  |                                                      |                                                      |                                                      |                                                      |                                                  |                                                  |                                                                                     |                                                                                     |                                                                                     |                                                                                     |                                                                                     |                                                                                     |                    |                    | Françoise de Bourbon-Lavedan (1542-1600) | Françoise de Bourbon-Lavedan (1542-1600) | Françoise de Bourbon-Lavedan (1542-1600) | Françoise de Bourbon-Lavedan (1542-1600) | Françoise de Bourbon-Lavedan (1542-1600) | Françoise de Bourbon-Lavedan (1542-1600) |                     |                     | Bertrand de Larmandie, baron de Longa | Bertrand de Larmandie, baron de Longa | Bertrand de Larmandie, baron de Longa | Bertrand de Larmandie, baron de Longa | Bertrand de Larmandie, baron de Longa | Bertrand de Larmandie, baron de Longa |                     |                     |                                         |                                         |                                         |                                         |                                         |                                         |                       |                       |                                |                                |                                |                                |                                |                                |  |  |                                                                                    |                                                                                    |                                                                                    |                                                                                    |                                                                                    |                                                                                    |  |  |                               |                               |                               |                               |                               |                               |  |  |  |  |
|                    |                    |                    |                    |                             |                             |                             |                             |                                                       |                                                       |                                                       |                                                       |                                                       |                                                       |  |  | Françoise de Saint-Martin                 | Françoise de Saint-Martin                 | Françoise de Saint-Martin                 | Françoise de Saint-Martin                 | Françoise de Saint-Martin                 | Françoise de Saint-Martin                 |                |                | Jeanne de Bourbon-Lavedan (1548-1638), abbesse de Sainte-Marie de la Règle | Jeanne de Bourbon-Lavedan (1548-1638), abbesse de Sainte-Marie de la Règle | Jeanne de Bourbon-Lavedan (1548-1638), abbesse de Sainte-Marie de la Règle | Jeanne de Bourbon-Lavedan (1548-1638), abbesse de Sainte-Marie de la Règle | Jeanne de Bourbon-Lavedan (1548-1638), abbesse de Sainte-Marie de la Règle | Jeanne de Bourbon-Lavedan (1548-1638), abbesse de Sainte-Marie de la Règle |                                                     |                                                     |                                                     |                                                     |                                             |                                             | | | | | | |                                  |                                  | Anne de Castelnau de Coraze                                                                       | Anne de Castelnau de Coraze                                                                       | Anne de Castelnau de Coraze                                                                       | Anne de Castelnau de Coraze                                                                       | Anne de Castelnau de Coraze                                                                       | Anne de Castelnau de Coraze                                                                       |                                                            |                                                            | Manaud de Bourbon-Lavedan (1532-1592), baron de Barbazan   | Manaud de Bourbon-Lavedan (1532-1592), baron de Barbazan   | Manaud de Bourbon-Lavedan (1532-1592), baron de Barbazan | Manaud de Bourbon-Lavedan (1532-1592), baron de Barbazan | Manaud de Bourbon-Lavedan (1532-1592), baron de Barbazan | Manaud de Bourbon-Lavedan (1532-1592), baron de Barbazan |                |                | ?                                                           | ?                                                           | ?                                                           | ?                                                           | ?                                                           | ?                                                           |                              |                              | Anne de Bourbon-Lavedan († 1594), 4e vicomte de Lavedan | Anne de Bourbon-Lavedan († 1594), 4e vicomte de Lavedan | Anne de Bourbon-Lavedan († 1594), 4e vicomte de Lavedan | Anne de Bourbon-Lavedan († 1594), 4e vicomte de Lavedan | Anne de Bourbon-Lavedan († 1594), 4e vicomte de Lavedan | Anne de Bourbon-Lavedan († 1594), 4e vicomte de Lavedan |                                                |                                                | Jeanne d'Abzac de la Douze                     | Jeanne d'Abzac de la Douze                     | Jeanne d'Abzac de la Douze   | Jeanne d'Abzac de la Douze   | Jeanne d'Abzac de la Douze   | Jeanne d'Abzac de la Douze   |                      |                      | Aimée de Bourbon-Lavedan (1546-1556)`           | Aimée de Bourbon-Lavedan (1546-1556)`           | Aimée de Bourbon-Lavedan (1546-1556)`           | Aimée de Bourbon-Lavedan (1546-1556)`           | Aimée de Bourbon-Lavedan (1546-1556)`                                                          | Aimée de Bourbon-Lavedan (1546-1556)`                                                          |                                                                                                |                                                                                                | Louise de Bourbon-Lavedan (1548-1638), abbesse de Fontevraud                                   | Louise de Bourbon-Lavedan (1548-1638), abbesse de Fontevraud                                   | Louise de Bourbon-Lavedan (1548-1638), abbesse de Fontevraud | Louise de Bourbon-Lavedan (1548-1638), abbesse de Fontevraud | Louise de Bourbon-Lavedan (1548-1638), abbesse de Fontevraud                    | Louise de Bourbon-Lavedan (1548-1638), abbesse de Fontevraud                    |                                                                                 |                                                                                 | Jeanne de Bourbon-Lavedan (1548-1638), abbesse de Sainte-Marie de la Règle      | Jeanne de Bourbon-Lavedan (1548-1638), abbesse de Sainte-Marie de la Règle      | Jeanne de Bourbon-Lavedan (1548-1638), abbesse de Sainte-Marie de la Règle | Jeanne de Bourbon-Lavedan (1548-1638), abbesse de Sainte-Marie de la Règle | Jeanne de Bourbon-Lavedan (1548-1638), abbesse de Sainte-Marie de la Règle          | Jeanne de Bourbon-Lavedan (1548-1638), abbesse de Sainte-Marie de la Règle          |                                                                                     |                                                                                     | Françoise de Saint-Exupéry                                                          | Françoise de Saint-Exupéry                                                          | Françoise de Saint-Exupéry       | Françoise de Saint-Exupéry       | Françoise de Saint-Exupéry                                  | Françoise de Saint-Exupéry                                  |                                                             |                                                             | Henri de Bourbon-Lavedan (1544-1611), baron de Malause, 6e vicomte de Lavedan, lieutenant général des gendarmes d'Henri IV | Henri de Bourbon-Lavedan (1544-1611), baron de Malause, 6e vicomte de Lavedan, lieutenant général des gendarmes d'Henri IV | Henri de Bourbon-Lavedan (1544-1611), baron de Malause, 6e vicomte de Lavedan, lieutenant général des gendarmes d'Henri IV | Henri de Bourbon-Lavedan (1544-1611), baron de Malause, 6e vicomte de Lavedan, lieutenant général des gendarmes d'Henri IV | Henri de Bourbon-Lavedan (1544-1611), baron de Malause, 6e vicomte de Lavedan, lieutenant général des gendarmes d'Henri IV | Henri de Bourbon-Lavedan (1544-1611), baron de Malause, 6e vicomte de Lavedan, lieutenant général des gendarmes d'Henri IV |                                             |                                             | Marie de Bourbon-Lavedan (1540-1620)        | Marie de Bourbon-Lavedan (1540-1620)        | Marie de Bourbon-Lavedan (1540-1620)  | Marie de Bourbon-Lavedan (1540-1620)  | Marie de Bourbon-Lavedan (1540-1620)               | Marie de Bourbon-Lavedan (1540-1620)               |                                                    |                                                    | Jean VI Guichard, seigneur du Pairé                | Jean VI Guichard, seigneur du Pairé                | Jean VI Guichard, seigneur du Pairé  | Jean VI Guichard, seigneur du Pairé  | Jean VI Guichard, seigneur du Pairé                  | Jean VI Guichard, seigneur du Pairé                  |                                                      |                                                      |                                                      |                                                      |                                                  |                                                  |                                                                                     |                                                                                     |                                                                                     |                                                                                     |                                                                                     |                                                                                     |                    |                    | Françoise de Bourbon-Lavedan (1542-1600) | Françoise de Bourbon-Lavedan (1542-1600) | Françoise de Bourbon-Lavedan (1542-1600) | Françoise de Bourbon-Lavedan (1542-1600) | Françoise de Bourbon-Lavedan (1542-1600) | Françoise de Bourbon-Lavedan (1542-1600) |                     |                     | Bertrand de Larmandie, baron de Longa | Bertrand de Larmandie, baron de Longa | Bertrand de Larmandie, baron de Longa | Bertrand de Larmandie, baron de Longa | Bertrand de Larmandie, baron de Longa | Bertrand de Larmandie, baron de Longa |                     |                     |                                         |                                         |                                         |                                         |                                         |                                         |                       |                       |                                |                                |                                |                                |                                |                                |  |  |                                                                                    |                                                                                    |                                                                                    |                                                                                    |                                                                                    |                                                                                    |  |  |                               |                               |                               |                               |                               |                               |  |  |  |  |
|                    |                    |                    |                    |                             |                             |                             |                             |                                                       |                                                       |                                                       |                                                       |                                                       |                                                       |  |  |                                           |                                           |                                           |                                           |                                           |                                           |                |                |                                                                            |                                                                            |                                                                            |                                                                            |                                                                            |                                                                            |                                                     |                                                     |                                                     |                                                     |                                             |                                             | | | | | | |                                  |                                  |                                                                                                   |                                                                                                   |                                                                                                   |                                                                                                   |                                                                                                   |                                                                                                   |                                                            |                                                            |                                                            |                                                            |                                                          |                                                          |                                                          |                                                          |                |                |                                                             |                                                             |                                                             |                                                             |                                                             |                                                             |                              |                              |                                                         |                                                         |                                                         |                                                         |                                                         |                                                         |                                                |                                                |                                                |                                                |                              |                              |                              |                              |                      |                      |                                                 |                                                 |                                                 |                                                 |                                                                                                |                                                                                                |                                                                                                |                                                                                                |                                                                                                |                                                                                                |                                                              |                                                              |                                                                                 |                                                                                 |                                                                                 |                                                                                 |                                                                                 |                                                                                 |                                                                            |                                                                            |                                                                                     |                                                                                     |                                                                                     |                                                                                     |                                                                                     |                                                                                     |                                  |                                  |                                                             |                                                             |                                                             |                                                             | | | | | | |                                             |                                             |                                             |                                             |                                       |                                       |                                                    |                                                    |                                                    |                                                    |                                                    |                                                    |                                      |                                      |                                                      |                                                      |                                                      |                                                      |                                                      |                                                      |                                                  |                                                  |                                                                                     |                                                                                     |                                                                                     |                                                                                     |                                                                                     |                                                                                     |                    |                    |                                          |                                          |                                          |                                          |                                          |                                          |                     |                     |                                       |                                       |                                       |                                       |                                       |                                       |                     |                     |                                         |                                         |                                         |                                         |                                         |                                         |                       |                       |                                |                                |                                |                                |                                |                                |  |  |                                                                                    |                                                                                    |                                                                                    |                                                                                    |                                                                                    |                                                                                    |  |  |                               |                               |                               |                               |                               |                               |  |  |  |  |
|                    |                    |                    |                    |                             |                             |                             |                             |                                                       |                                                       |                                                       |                                                       |                                                       |                                                       |  |  |                                           |                                           |                                           |                                           |                                           |                                           |                |                |                                                                            |                                                                            |                                                                            |                                                                            |                                                                            |                                                                            |                                                     |                                                     |                                                     |                                                     |                                             |                                             | | | | | | |                                  |                                  |                                                                                                   |                                                                                                   |                                                                                                   |                                                                                                   |                                                                                                   |                                                                                                   |                                                            |                                                            |                                                            |                                                            |                                                          |                                                          |                                                          |                                                          |                |                |                                                             |                                                             |                                                             |                                                             |                                                             |                                                             |                              |                              |                                                         |                                                         |                                                         |                                                         |                                                         |                                                         |                                                |                                                |                                                |                                                |                              |                              |                              |                              |                      |                      |                                                 |                                                 |                                                 |                                                 |                                                                                                |                                                                                                |                                                                                                |                                                                                                |                                                                                                |                                                                                                |                                                              |                                                              |                                                                                 |                                                                                 |                                                                                 |                                                                                 |                                                                                 |                                                                                 |                                                                            |                                                                            |                                                                                     |                                                                                     |                                                                                     |                                                                                     |                                                                                     |                                                                                     |                                  |                                  |                                                             |                                                             |                                                             |                                                             | | | | | | |                                             |                                             |                                             |                                             |                                       |                                       |                                                    |                                                    |                                                    |                                                    |                                                    |                                                    |                                      |                                      |                                                      |                                                      |                                                      |                                                      |                                                      |                                                      |                                                  |                                                  |                                                                                     |                                                                                     |                                                                                     |                                                                                     |                                                                                     |                                                                                     |                    |                    |                                          |                                          |                                          |                                          |                                          |                                          |                     |                     |                                       |                                       |                                       |                                       |                                       |                                       |                     |                     |                                         |                                         |                                         |                                         |                                         |                                         |                       |                       |                                |                                |                                |                                |                                |                                |  |  |                                                                                    |                                                                                    |                                                                                    |                                                                                    |                                                                                    |                                                                                    |  |  |                               |                               |                               |                               |                               |                               |  |  |  |  |
|                    |                    |                    |                    |                             |                             |                             |                             | Élisabeth d'Astarac                                   | Élisabeth d'Astarac                                   | Élisabeth d'Astarac                                   | Élisabeth d'Astarac                                   | Élisabeth d'Astarac                                   | Élisabeth d'Astarac                                   |  |  | Samuel de Bourbon-Basian, baron de Basian | Samuel de Bourbon-Basian, baron de Basian | Samuel de Bourbon-Basian, baron de Basian | Samuel de Bourbon-Basian, baron de Basian | Samuel de Bourbon-Basian, baron de Basian | Samuel de Bourbon-Basian, baron de Basian |                |                | Catherine de Bourbon-Basian                                                | Catherine de Bourbon-Basian                                                | Catherine de Bourbon-Basian                                                | Catherine de Bourbon-Basian                                                | Catherine de Bourbon-Basian                                                | Catherine de Bourbon-Basian                                                |                                                     |                                                     |                                                     |                                                     |                                             |                                             | | | | | | |                                  |                                  |                                                                                                   |                                                                                                   |                                                                                                   |                                                                                                   | Anne de Bourbon de Barbazan (1557-1583), baron de Barbazan                                        | Anne de Bourbon de Barbazan (1557-1583), baron de Barbazan                                        | Anne de Bourbon de Barbazan (1557-1583), baron de Barbazan | Anne de Bourbon de Barbazan (1557-1583), baron de Barbazan | Anne de Bourbon de Barbazan (1557-1583), baron de Barbazan | Anne de Bourbon de Barbazan (1557-1583), baron de Barbazan |                                                          |                                                          | Andrée d'Antin                                           | Andrée d'Antin                                           | Andrée d'Antin | Andrée d'Antin | Andrée d'Antin                                              | Andrée d'Antin                                              |                                                             |                                                             | Anne de Lavedan (illégitime)                                | Anne de Lavedan (illégitime)                                | Anne de Lavedan (illégitime) | Anne de Lavedan (illégitime) | Anne de Lavedan (illégitime)                            | Anne de Lavedan (illégitime)                            |                                                         |                                                         |                                                         |                                                         |                                                |                                                | Catherine de Bourbon-Lavedan                   | Catherine de Bourbon-Lavedan                   | Catherine de Bourbon-Lavedan | Catherine de Bourbon-Lavedan | Catherine de Bourbon-Lavedan | Catherine de Bourbon-Lavedan |                      |                      | Antoine de Bégole                               | Antoine de Bégole                               | Antoine de Bégole                               | Antoine de Bégole                               | Antoine de Bégole                                                                              | Antoine de Bégole                                                                              |                                                                                                |                                                                                                | Catherine de Bourbon-Lavedan de Basian                                                         | Catherine de Bourbon-Lavedan de Basian                                                         | Catherine de Bourbon-Lavedan de Basian                       | Catherine de Bourbon-Lavedan de Basian                       | Catherine de Bourbon-Lavedan de Basian                                          | Catherine de Bourbon-Lavedan de Basian                                          |                                                                                 |                                                                                 | Jean-Jacques de Bourbon-Lavedan († 1610), 5e vicomte de Lavedan                 | Jean-Jacques de Bourbon-Lavedan († 1610), 5e vicomte de Lavedan                 | Jean-Jacques de Bourbon-Lavedan († 1610), 5e vicomte de Lavedan            | Jean-Jacques de Bourbon-Lavedan († 1610), 5e vicomte de Lavedan            | Jean-Jacques de Bourbon-Lavedan († 1610), 5e vicomte de Lavedan                     | Jean-Jacques de Bourbon-Lavedan († 1610), 5e vicomte de Lavedan                     |                                                                                     |                                                                                     | Marie de Gontaut de Saint-Geniès                                                    | Marie de Gontaut de Saint-Geniès                                                    | Marie de Gontaut de Saint-Geniès | Marie de Gontaut de Saint-Geniès | Marie de Gontaut de Saint-Geniès                            | Marie de Gontaut de Saint-Geniès                            |                                                             |                                                             | Jean VII Guichard, seigneur du Pairé                                                                                       | Jean VII Guichard, seigneur du Pairé                                                                                       | Jean VII Guichard, seigneur du Pairé                                                                                       | Jean VII Guichard, seigneur du Pairé                                                                                       | Jean VII Guichard, seigneur du Pairé                                                                                       | Jean VII Guichard, seigneur du Pairé                                                                                       |                                             |                                             | Samuel Guichard, seigneur d'Orfeuille       | Samuel Guichard, seigneur d'Orfeuille       | Samuel Guichard, seigneur d'Orfeuille | Samuel Guichard, seigneur d'Orfeuille | Samuel Guichard, seigneur d'Orfeuille              | Samuel Guichard, seigneur d'Orfeuille              |                                                    |                                                    | Jacob Guichard, seigneur de Bernegou               | Jacob Guichard, seigneur de Bernegou               | Jacob Guichard, seigneur de Bernegou | Jacob Guichard, seigneur de Bernegou | Jacob Guichard, seigneur de Bernegou                 | Jacob Guichard, seigneur de Bernegou                 |                                                      |                                                      |                                                      |                                                      |                                                  |                                                  | Henri de Larmandie, baron de Longua                                                 | Henri de Larmandie, baron de Longua                                                 | Henri de Larmandie, baron de Longua                                                 | Henri de Larmandie, baron de Longua                                                 | Henri de Larmandie, baron de Longua                                                 | Henri de Larmandie, baron de Longua                                                 |                    |                    | Ludovic de Larmandie, seigneur de Longua | Ludovic de Larmandie, seigneur de Longua | Ludovic de Larmandie, seigneur de Longua | Ludovic de Larmandie, seigneur de Longua | Ludovic de Larmandie, seigneur de Longua | Ludovic de Larmandie, seigneur de Longua |                     |                     | Henri de Larmandie                    | Henri de Larmandie                    | Henri de Larmandie                    | Henri de Larmandie                    | Henri de Larmandie                    | Henri de Larmandie                    |                     |                     | Jean de Larmandie                       | Jean de Larmandie                       | Jean de Larmandie                       | Jean de Larmandie                       | Jean de Larmandie                       | Jean de Larmandie                       |                       |                       |                                |                                |                                |                                |                                |                                |  |  |                                                                                    |                                                                                    |                                                                                    |                                                                                    |                                                                                    |                                                                                    |  |  |                               |                               |                               |                               |                               |                               |  |  |  |  |
|                    |                    |                    |                    |                             |                             |                             |                             | Élisabeth d'Astarac                                   | Élisabeth d'Astarac                                   | Élisabeth d'Astarac                                   | Élisabeth d'Astarac                                   | Élisabeth d'Astarac                                   | Élisabeth d'Astarac                                   |  |  | Samuel de Bourbon-Basian, baron de Basian | Samuel de Bourbon-Basian, baron de Basian | Samuel de Bourbon-Basian, baron de Basian | Samuel de Bourbon-Basian, baron de Basian | Samuel de Bourbon-Basian, baron de Basian | Samuel de Bourbon-Basian, baron de Basian |                |                | Catherine de Bourbon-Basian                                                | Catherine de Bourbon-Basian                                                | Catherine de Bourbon-Basian                                                | Catherine de Bourbon-Basian                                                | Catherine de Bourbon-Basian                                                | Catherine de Bourbon-Basian                                                |                                                     |                                                     |                                                     |                                                     |                                             |                                             | | | | | | |                                  |                                  |                                                                                                   |                                                                                                   |                                                                                                   |                                                                                                   | Anne de Bourbon de Barbazan (1557-1583), baron de Barbazan                                        | Anne de Bourbon de Barbazan (1557-1583), baron de Barbazan                                        | Anne de Bourbon de Barbazan (1557-1583), baron de Barbazan | Anne de Bourbon de Barbazan (1557-1583), baron de Barbazan | Anne de Bourbon de Barbazan (1557-1583), baron de Barbazan | Anne de Bourbon de Barbazan (1557-1583), baron de Barbazan |                                                          |                                                          | Andrée d'Antin                                           | Andrée d'Antin                                           | Andrée d'Antin | Andrée d'Antin | Andrée d'Antin                                              | Andrée d'Antin                                              |                                                             |                                                             | Anne de Lavedan (illégitime)                                | Anne de Lavedan (illégitime)                                | Anne de Lavedan (illégitime) | Anne de Lavedan (illégitime) | Anne de Lavedan (illégitime)                            | Anne de Lavedan (illégitime)                            |                                                         |                                                         |                                                         |                                                         |                                                |                                                | Catherine de Bourbon-Lavedan                   | Catherine de Bourbon-Lavedan                   | Catherine de Bourbon-Lavedan | Catherine de Bourbon-Lavedan | Catherine de Bourbon-Lavedan | Catherine de Bourbon-Lavedan |                      |                      | Antoine de Bégole                               | Antoine de Bégole                               | Antoine de Bégole                               | Antoine de Bégole                               | Antoine de Bégole                                                                              | Antoine de Bégole                                                                              |                                                                                                |                                                                                                | Catherine de Bourbon-Lavedan de Basian                                                         | Catherine de Bourbon-Lavedan de Basian                                                         | Catherine de Bourbon-Lavedan de Basian                       | Catherine de Bourbon-Lavedan de Basian                       | Catherine de Bourbon-Lavedan de Basian                                          | Catherine de Bourbon-Lavedan de Basian                                          |                                                                                 |                                                                                 | Jean-Jacques de Bourbon-Lavedan († 1610), 5e vicomte de Lavedan                 | Jean-Jacques de Bourbon-Lavedan († 1610), 5e vicomte de Lavedan                 | Jean-Jacques de Bourbon-Lavedan († 1610), 5e vicomte de Lavedan            | Jean-Jacques de Bourbon-Lavedan († 1610), 5e vicomte de Lavedan            | Jean-Jacques de Bourbon-Lavedan († 1610), 5e vicomte de Lavedan                     | Jean-Jacques de Bourbon-Lavedan († 1610), 5e vicomte de Lavedan                     |                                                                                     |                                                                                     | Marie de Gontaut de Saint-Geniès                                                    | Marie de Gontaut de Saint-Geniès                                                    | Marie de Gontaut de Saint-Geniès | Marie de Gontaut de Saint-Geniès | Marie de Gontaut de Saint-Geniès                            | Marie de Gontaut de Saint-Geniès                            |                                                             |                                                             | Jean VII Guichard, seigneur du Pairé                                                                                       | Jean VII Guichard, seigneur du Pairé                                                                                       | Jean VII Guichard, seigneur du Pairé                                                                                       | Jean VII Guichard, seigneur du Pairé                                                                                       | Jean VII Guichard, seigneur du Pairé                                                                                       | Jean VII Guichard, seigneur du Pairé                                                                                       |                                             |                                             | Samuel Guichard, seigneur d'Orfeuille       | Samuel Guichard, seigneur d'Orfeuille       | Samuel Guichard, seigneur d'Orfeuille | Samuel Guichard, seigneur d'Orfeuille | Samuel Guichard, seigneur d'Orfeuille              | Samuel Guichard, seigneur d'Orfeuille              |                                                    |                                                    | Jacob Guichard, seigneur de Bernegou               | Jacob Guichard, seigneur de Bernegou               | Jacob Guichard, seigneur de Bernegou | Jacob Guichard, seigneur de Bernegou | Jacob Guichard, seigneur de Bernegou                 | Jacob Guichard, seigneur de Bernegou                 |                                                      |                                                      |                                                      |                                                      |                                                  |                                                  | Henri de Larmandie, baron de Longua                                                 | Henri de Larmandie, baron de Longua                                                 | Henri de Larmandie, baron de Longua                                                 | Henri de Larmandie, baron de Longua                                                 | Henri de Larmandie, baron de Longua                                                 | Henri de Larmandie, baron de Longua                                                 |                    |                    | Ludovic de Larmandie, seigneur de Longua | Ludovic de Larmandie, seigneur de Longua | Ludovic de Larmandie, seigneur de Longua | Ludovic de Larmandie, seigneur de Longua | Ludovic de Larmandie, seigneur de Longua | Ludovic de Larmandie, seigneur de Longua |                     |                     | Henri de Larmandie                    | Henri de Larmandie                    | Henri de Larmandie                    | Henri de Larmandie                    | Henri de Larmandie                    | Henri de Larmandie                    |                     |                     | Jean de Larmandie                       | Jean de Larmandie                       | Jean de Larmandie                       | Jean de Larmandie                       | Jean de Larmandie                       | Jean de Larmandie                       |                       |                       |                                |                                |                                |                                |                                |                                |  |  |                                                                                    |                                                                                    |                                                                                    |                                                                                    |                                                                                    |                                                                                    |  |  |                               |                               |                               |                               |                               |                               |  |  |  |  |
|                    |                    |                    |                    |                             |                             |                             |                             |                                                       |                                                       |                                                       |                                                       |                                                       |                                                       |  |  |                                           |                                           |                                           |                                           |                                           |                                           |                |                |                                                                            |                                                                            |                                                                            |                                                                            |                                                                            |                                                                            |                                                     |                                                     |                                                     |                                                     |                                             |                                             | | | | | | |                                  |                                  |                                                                                                   |                                                                                                   |                                                                                                   |                                                                                                   |                                                                                                   |                                                                                                   |                                                            |                                                            |                                                            |                                                            |                                                          |                                                          |                                                          |                                                          |                |                |                                                             |                                                             |                                                             |                                                             |                                                             |                                                             |                              |                              |                                                         |                                                         |                                                         |                                                         |                                                         |                                                         |                                                |                                                |                                                |                                                |                              |                              |                              |                              |                      |                      |                                                 |                                                 |                                                 |                                                 |                                                                                                |                                                                                                |                                                                                                |                                                                                                |                                                                                                |                                                                                                |                                                              |                                                              |                                                                                 |                                                                                 |                                                                                 |                                                                                 |                                                                                 |                                                                                 |                                                                            |                                                                            |                                                                                     |                                                                                     |                                                                                     |                                                                                     |                                                                                     |                                                                                     |                                  |                                  |                                                             |                                                             |                                                             |                                                             | | | | | | |                                             |                                             |                                             |                                             |                                       |                                       |                                                    |                                                    |                                                    |                                                    |                                                    |                                                    |                                      |                                      |                                                      |                                                      |                                                      |                                                      |                                                      |                                                      |                                                  |                                                  |                                                                                     |                                                                                     |                                                                                     |                                                                                     |                                                                                     |                                                                                     |                    |                    |                                          |                                          |                                          |                                          |                                          |                                          |                     |                     |                                       |                                       |                                       |                                       |                                       |                                       |                     |                     |                                         |                                         |                                         |                                         |                                         |                                         |                       |                       |                                |                                |                                |                                |                                |                                |  |  |                                                                                    |                                                                                    |                                                                                    |                                                                                    |                                                                                    |                                                                                    |  |  |                               |                               |                               |                               |                               |                               |  |  |  |  |
|                    |                    |                    |                    |                             |                             |                             |                             |                                                       |                                                       |                                                       |                                                       |                                                       |                                                       |  |  |                                           |                                           |                                           |                                           |                                           |                                           |                |                |                                                                            |                                                                            |                                                                            |                                                                            |                                                                            |                                                                            |                                                     |                                                     |                                                     |                                                     |                                             |                                             | | | | | | |                                  |                                  |                                                                                                   |                                                                                                   |                                                                                                   |                                                                                                   |                                                                                                   |                                                                                                   |                                                            |                                                            |                                                            |                                                            |                                                          |                                                          |                                                          |                                                          |                |                |                                                             |                                                             |                                                             |                                                             |                                                             |                                                             |                              |                              |                                                         |                                                         |                                                         |                                                         |                                                         |                                                         |                                                |                                                |                                                |                                                |                              |                              |                              |                              |                      |                      |                                                 |                                                 |                                                 |                                                 |                                                                                                |                                                                                                |                                                                                                |                                                                                                |                                                                                                |                                                                                                |                                                              |                                                              |                                                                                 |                                                                                 |                                                                                 |                                                                                 |                                                                                 |                                                                                 |                                                                            |                                                                            |                                                                                     |                                                                                     |                                                                                     |                                                                                     |                                                                                     |                                                                                     |                                  |                                  |                                                             |                                                             |                                                             |                                                             | | | | | | |                                             |                                             |                                             |                                             |                                       |                                       |                                                    |                                                    |                                                    |                                                    |                                                    |                                                    |                                      |                                      |                                                      |                                                      |                                                      |                                                      |                                                      |                                                      |                                                  |                                                  |                                                                                     |                                                                                     |                                                                                     |                                                                                     |                                                                                     |                                                                                     |                    |                    |                                          |                                          |                                          |                                          |                                          |                                          |                     |                     |                                       |                                       |                                       |                                       |                                       |                                       |                     |                     |                                         |                                         |                                         |                                         |                                         |                                         |                       |                       |                                |                                |                                |                                |                                |                                |  |  |                                                                                    |                                                                                    |                                                                                    |                                                                                    |                                                                                    |                                                                                    |  |  |                               |                               |                               |                               |                               |                               |  |  |  |  |
| Anne-Louise d'Alba | Anne-Louise d'Alba | Anne-Louise d'Alba | Anne-Louise d'Alba | Anne-Louise d'Alba          | Anne-Louise d'Alba          |                             |                             | Gédéon de Bourbon-Basian (1608-1666), baron de Basian | Gédéon de Bourbon-Basian (1608-1666), baron de Basian | Gédéon de Bourbon-Basian (1608-1666), baron de Basian | Gédéon de Bourbon-Basian (1608-1666), baron de Basian | Gédéon de Bourbon-Basian (1608-1666), baron de Basian | Gédéon de Bourbon-Basian (1608-1666), baron de Basian |  |  | Judith de Bourbon-Basian                  | Judith de Bourbon-Basian                  | Judith de Bourbon-Basian                  | Judith de Bourbon-Basian                  | Judith de Bourbon-Basian                  | Judith de Bourbon-Basian                  |                |                | Jeanne de Bourbon de Barbazan                                              | Jeanne de Bourbon de Barbazan                                              | Jeanne de Bourbon de Barbazan                                              | Jeanne de Bourbon de Barbazan                                              | Jeanne de Bourbon de Barbazan                                              | Jeanne de Bourbon de Barbazan                                              |                                                     |                                                     | Nicolas de Doulhac, seigneur de Doulhac             | Nicolas de Doulhac, seigneur de Doulhac             | Nicolas de Doulhac, seigneur de Doulhac     | Nicolas de Doulhac, seigneur de Doulhac     | Nicolas de Doulhac, seigneur de Doulhac                                                            | Nicolas de Doulhac, seigneur de Doulhac                                                            | | | Madeleine de Bourbon de Barbazan                                                                   | Madeleine de Bourbon de Barbazan                                                                   | Madeleine de Bourbon de Barbazan | Madeleine de Bourbon de Barbazan | Madeleine de Bourbon de Barbazan                                                                  | Madeleine de Bourbon de Barbazan                                                                  |                                                                                                   |                                                                                                   | N. de Saint-Paul, seigneur de Lespouey                                                            | N. de Saint-Paul, seigneur de Lespouey                                                            | N. de Saint-Paul, seigneur de Lespouey                     | N. de Saint-Paul, seigneur de Lespouey                     | N. de Saint-Paul, seigneur de Lespouey                     | N. de Saint-Paul, seigneur de Lespouey                     |                                                          |                                                          |                                                          |                                                          |                |                |                                                             |                                                             |                                                             |                                                             |                                                             |                                                             |                              |                              |                                                         |                                                         |                                                         |                                                         |                                                         |                                                         |                                                |                                                | Jeanne de Bourbon-Lavedan                      | Jeanne de Bourbon-Lavedan                      | Jeanne de Bourbon-Lavedan    | Jeanne de Bourbon-Lavedan    | Jeanne de Bourbon-Lavedan    | Jeanne de Bourbon-Lavedan    |                      |                      | Guillaume de Montvallat, seigneur de Montvallat | Guillaume de Montvallat, seigneur de Montvallat | Guillaume de Montvallat, seigneur de Montvallat | Guillaume de Montvallat, seigneur de Montvallat | Guillaume de Montvallat, seigneur de Montvallat                                                | Guillaume de Montvallat, seigneur de Montvallat                                                |                                                                                                |                                                                                                | Madeleine de Bourbon-Lavedan                                                                   | Madeleine de Bourbon-Lavedan                                                                   | Madeleine de Bourbon-Lavedan                                 | Madeleine de Bourbon-Lavedan                                 | Madeleine de Bourbon-Lavedan                                                    | Madeleine de Bourbon-Lavedan                                                    |                                                                                 |                                                                                 | Louis de La Corne, seigneur de La Corne                                         | Louis de La Corne, seigneur de La Corne                                         | Louis de La Corne, seigneur de La Corne                                    | Louis de La Corne, seigneur de La Corne                                    | Louis de La Corne, seigneur de La Corne                                             | Louis de La Corne, seigneur de La Corne                                             |                                                                                     |                                                                                     |                                                                                     |                                                                                     |                                  |                                  |                                                             |                                                             |                                                             |                                                             | Esther Guichard | Esther Guichard | Esther Guichard | Esther Guichard | Esther Guichard | Esther Guichard |                                             |                                             | Jeanne Guichard                             | Jeanne Guichard                             | Jeanne Guichard                       | Jeanne Guichard                       | Jeanne Guichard                                    | Jeanne Guichard                                    |                                                    |                                                    | Marie Guichard                                     | Marie Guichard                                     | Marie Guichard                       | Marie Guichard                       | Marie Guichard                                       | Marie Guichard                                       |                                                      |                                                      | Hélie de Larmandie                                   | Hélie de Larmandie                                   | Hélie de Larmandie                               | Hélie de Larmandie                               | Hélie de Larmandie                                                                  | Hélie de Larmandie                                                                  |                                                                                     |                                                                                     | Henri de Larmandie                                                                  | Henri de Larmandie                                                                  | Henri de Larmandie | Henri de Larmandie | Henri de Larmandie                       | Henri de Larmandie                       |                                          |                                          | Jeanne de Larmandie                      | Jeanne de Larmandie                      | Jeanne de Larmandie | Jeanne de Larmandie | Jeanne de Larmandie                   | Jeanne de Larmandie                   |                                       |                                       | Judith de Larmandie                   | Judith de Larmandie                   | Judith de Larmandie | Judith de Larmandie | Judith de Larmandie                     | Judith de Larmandie                     |                                         |                                         | Rachelle de Larmandie                   | Rachelle de Larmandie                   | Rachelle de Larmandie | Rachelle de Larmandie | Rachelle de Larmandie          | Rachelle de Larmandie          |                                |                                |                                |                                |  |  |                                                                                    |                                                                                    |                                                                                    |                                                                                    |                                                                                    |                                                                                    |  |  |                               |                               |                               |                               |                               |                               |  |  |  |  |
| Anne-Louise d'Alba | Anne-Louise d'Alba | Anne-Louise d'Alba | Anne-Louise d'Alba | Anne-Louise d'Alba          | Anne-Louise d'Alba          |                             |                             | Gédéon de Bourbon-Basian (1608-1666), baron de Basian | Gédéon de Bourbon-Basian (1608-1666), baron de Basian | Gédéon de Bourbon-Basian (1608-1666), baron de Basian | Gédéon de Bourbon-Basian (1608-1666), baron de Basian | Gédéon de Bourbon-Basian (1608-1666), baron de Basian | Gédéon de Bourbon-Basian (1608-1666), baron de Basian |  |  | Judith de Bourbon-Basian                  | Judith de Bourbon-Basian                  | Judith de Bourbon-Basian                  | Judith de Bourbon-Basian                  | Judith de Bourbon-Basian                  | Judith de Bourbon-Basian                  |                |                | Jeanne de Bourbon de Barbazan                                              | Jeanne de Bourbon de Barbazan                                              | Jeanne de Bourbon de Barbazan                                              | Jeanne de Bourbon de Barbazan                                              | Jeanne de Bourbon de Barbazan                                              | Jeanne de Bourbon de Barbazan                                              |                                                     |                                                     | Nicolas de Doulhac, seigneur de Doulhac             | Nicolas de Doulhac, seigneur de Doulhac             | Nicolas de Doulhac, seigneur de Doulhac     | Nicolas de Doulhac, seigneur de Doulhac     | Nicolas de Doulhac, seigneur de Doulhac                                                            | Nicolas de Doulhac, seigneur de Doulhac                                                            | | | Madeleine de Bourbon de Barbazan                                                                   | Madeleine de Bourbon de Barbazan                                                                   | Madeleine de Bourbon de Barbazan | Madeleine de Bourbon de Barbazan | Madeleine de Bourbon de Barbazan                                                                  | Madeleine de Bourbon de Barbazan                                                                  |                                                                                                   |                                                                                                   | N. de Saint-Paul, seigneur de Lespouey                                                            | N. de Saint-Paul, seigneur de Lespouey                                                            | N. de Saint-Paul, seigneur de Lespouey                     | N. de Saint-Paul, seigneur de Lespouey                     | N. de Saint-Paul, seigneur de Lespouey                     | N. de Saint-Paul, seigneur de Lespouey                     |                                                          |                                                          |                                                          |                                                          |                |                |                                                             |                                                             |                                                             |                                                             |                                                             |                                                             |                              |                              |                                                         |                                                         |                                                         |                                                         |                                                         |                                                         |                                                |                                                | Jeanne de Bourbon-Lavedan                      | Jeanne de Bourbon-Lavedan                      | Jeanne de Bourbon-Lavedan    | Jeanne de Bourbon-Lavedan    | Jeanne de Bourbon-Lavedan    | Jeanne de Bourbon-Lavedan    |                      |                      | Guillaume de Montvallat, seigneur de Montvallat | Guillaume de Montvallat, seigneur de Montvallat | Guillaume de Montvallat, seigneur de Montvallat | Guillaume de Montvallat, seigneur de Montvallat | Guillaume de Montvallat, seigneur de Montvallat                                                | Guillaume de Montvallat, seigneur de Montvallat                                                |                                                                                                |                                                                                                | Madeleine de Bourbon-Lavedan                                                                   | Madeleine de Bourbon-Lavedan                                                                   | Madeleine de Bourbon-Lavedan                                 | Madeleine de Bourbon-Lavedan                                 | Madeleine de Bourbon-Lavedan                                                    | Madeleine de Bourbon-Lavedan                                                    |                                                                                 |                                                                                 | Louis de La Corne, seigneur de La Corne                                         | Louis de La Corne, seigneur de La Corne                                         | Louis de La Corne, seigneur de La Corne                                    | Louis de La Corne, seigneur de La Corne                                    | Louis de La Corne, seigneur de La Corne                                             | Louis de La Corne, seigneur de La Corne                                             |                                                                                     |                                                                                     |                                                                                     |                                                                                     |                                  |                                  |                                                             |                                                             |                                                             |                                                             | Esther Guichard | Esther Guichard | Esther Guichard | Esther Guichard | Esther Guichard | Esther Guichard |                                             |                                             | Jeanne Guichard                             | Jeanne Guichard                             | Jeanne Guichard                       | Jeanne Guichard                       | Jeanne Guichard                                    | Jeanne Guichard                                    |                                                    |                                                    | Marie Guichard                                     | Marie Guichard                                     | Marie Guichard                       | Marie Guichard                       | Marie Guichard                                       | Marie Guichard                                       |                                                      |                                                      | Hélie de Larmandie                                   | Hélie de Larmandie                                   | Hélie de Larmandie                               | Hélie de Larmandie                               | Hélie de Larmandie                                                                  | Hélie de Larmandie                                                                  |                                                                                     |                                                                                     | Henri de Larmandie                                                                  | Henri de Larmandie                                                                  | Henri de Larmandie | Henri de Larmandie | Henri de Larmandie                       | Henri de Larmandie                       |                                          |                                          | Jeanne de Larmandie                      | Jeanne de Larmandie                      | Jeanne de Larmandie | Jeanne de Larmandie | Jeanne de Larmandie                   | Jeanne de Larmandie                   |                                       |                                       | Judith de Larmandie                   | Judith de Larmandie                   | Judith de Larmandie | Judith de Larmandie | Judith de Larmandie                     | Judith de Larmandie                     |                                         |                                         | Rachelle de Larmandie                   | Rachelle de Larmandie                   | Rachelle de Larmandie | Rachelle de Larmandie | Rachelle de Larmandie          | Rachelle de Larmandie          |                                |                                |                                |                                |  |  |                                                                                    |                                                                                    |                                                                                    |                                                                                    |                                                                                    |                                                                                    |  |  |                               |                               |                               |                               |                               |                               |  |  |  |  |
|                    |                    |                    |                    |                             |                             |                             |                             |                                                       |                                                       |                                                       |                                                       |                                                       |                                                       |  |  |                                           |                                           |                                           |                                           |                                           |                                           |                |                |                                                                            |                                                                            |                                                                            |                                                                            |                                                                            |                                                                            |                                                     |                                                     |                                                     |                                                     |                                             |                                             | | | | | | |                                  |                                  |                                                                                                   |                                                                                                   |                                                                                                   |                                                                                                   |                                                                                                   |                                                                                                   |                                                            |                                                            |                                                            |                                                            |                                                          |                                                          |                                                          |                                                          |                |                |                                                             |                                                             |                                                             |                                                             |                                                             |                                                             |                              |                              |                                                         |                                                         |                                                         |                                                         |                                                         |                                                         |                                                |                                                |                                                |                                                |                              |                              |                              |                              |                      |                      |                                                 |                                                 |                                                 |                                                 |                                                                                                |                                                                                                |                                                                                                |                                                                                                |                                                                                                |                                                                                                |                                                              |                                                              |                                                                                 |                                                                                 |                                                                                 |                                                                                 |                                                                                 |                                                                                 |                                                                            |                                                                            |                                                                                     |                                                                                     |                                                                                     |                                                                                     |                                                                                     |                                                                                     |                                  |                                  |                                                             |                                                             |                                                             |                                                             | | | | | | |                                             |                                             |                                             |                                             |                                       |                                       |                                                    |                                                    |                                                    |                                                    |                                                    |                                                    |                                      |                                      |                                                      |                                                      |                                                      |                                                      |                                                      |                                                      |                                                  |                                                  |                                                                                     |                                                                                     |                                                                                     |                                                                                     |                                                                                     |                                                                                     |                    |                    |                                          |                                          |                                          |                                          |                                          |                                          |                     |                     |                                       |                                       |                                       |                                       |                                       |                                       |                     |                     |                                         |                                         |                                         |                                         |                                         |                                         |                       |                       |                                |                                |                                |                                |                                |                                |  |  |                                                                                    |                                                                                    |                                                                                    |                                                                                    |                                                                                    |                                                                                    |  |  |                               |                               |                               |                               |                               |                               |  |  |  |  |
|                    |                    |                    |                    |                             |                             |                             |                             |                                                       |                                                       |                                                       |                                                       |                                                       |                                                       |  |  |                                           |                                           |                                           |                                           |                                           |                                           |                |                |                                                                            |                                                                            |                                                                            |                                                                            |                                                                            |                                                                            |                                                     |                                                     |                                                     |                                                     |                                             |                                             | | | | | | |                                  |                                  |                                                                                                   |                                                                                                   |                                                                                                   |                                                                                                   |                                                                                                   |                                                                                                   |                                                            |                                                            |                                                            |                                                            |                                                          |                                                          |                                                          |                                                          |                |                |                                                             |                                                             |                                                             |                                                             |                                                             |                                                             |                              |                              |                                                         |                                                         |                                                         |                                                         |                                                         |                                                         |                                                |                                                |                                                |                                                |                              |                              |                              |                              |                      |                      |                                                 |                                                 |                                                 |                                                 |                                                                                                |                                                                                                |                                                                                                |                                                                                                |                                                                                                |                                                                                                |                                                              |                                                              |                                                                                 |                                                                                 |                                                                                 |                                                                                 |                                                                                 |                                                                                 |                                                                            |                                                                            |                                                                                     |                                                                                     |                                                                                     |                                                                                     |                                                                                     |                                                                                     |                                  |                                  |                                                             |                                                             |                                                             |                                                             | | | | | | |                                             |                                             |                                             |                                             |                                       |                                       |                                                    |                                                    |                                                    |                                                    |                                                    |                                                    |                                      |                                      |                                                      |                                                      |                                                      |                                                      |                                                      |                                                      |                                                  |                                                  |                                                                                     |                                                                                     |                                                                                     |                                                                                     |                                                                                     |                                                                                     |                    |                    |                                          |                                          |                                          |                                          |                                          |                                          |                     |                     |                                       |                                       |                                       |                                       |                                       |                                       |                     |                     |                                         |                                         |                                         |                                         |                                         |                                         |                       |                       |                                |                                |                                |                                |                                |                                |  |  |                                                                                    |                                                                                    |                                                                                    |                                                                                    |                                                                                    |                                                                                    |  |  |                               |                               |                               |                               |                               |                               |  |  |  |  |
|                    |                    |                    |                    | Branche des baron de Basian | Branche des baron de Basian | Branche des baron de Basian | Branche des baron de Basian | Branche des baron de Basian                           | Branche des baron de Basian                           |                                                       |                                                       |                                                       |                                                       |  |  |                                           |                                           |                                           |                                           |                                           |                                           |                |                | Anne de Bourbon de Barbazan                                                | Anne de Bourbon de Barbazan                                                | Anne de Bourbon de Barbazan                                                | Anne de Bourbon de Barbazan                                                | Anne de Bourbon de Barbazan                                                | Anne de Bourbon de Barbazan                                                |                                                     |                                                     | N. de Gonez, seigneur de Gonez                      | N. de Gonez, seigneur de Gonez                      | N. de Gonez, seigneur de Gonez              | N. de Gonez, seigneur de Gonez              | N. de Gonez, seigneur de Gonez                                                                     | N. de Gonez, seigneur de Gonez                                                                     | | | Catherine de Bourbon de Barbazan                                                                   | Catherine de Bourbon de Barbazan                                                                   | Catherine de Bourbon de Barbazan | Catherine de Bourbon de Barbazan | Catherine de Bourbon de Barbazan                                                                  | Catherine de Bourbon de Barbazan                                                                  |                                                                                                   |                                                                                                   | Roger II de Comminges, comte de Péguilhan                                                         | Roger II de Comminges, comte de Péguilhan                                                         | Roger II de Comminges, comte de Péguilhan                  | Roger II de Comminges, comte de Péguilhan                  | Roger II de Comminges, comte de Péguilhan                  | Roger II de Comminges, comte de Péguilhan                  |                                                          |                                                          |                                                          |                                                          |                |                |                                                             |                                                             |                                                             |                                                             |                                                             |                                                             |                              |                              |                                                         |                                                         |                                                         |                                                         | François de Montvallat, seigneur de Montvallat          | François de Montvallat, seigneur de Montvallat          | François de Montvallat, seigneur de Montvallat | François de Montvallat, seigneur de Montvallat | François de Montvallat, seigneur de Montvallat | François de Montvallat, seigneur de Montvallat |                              |                              | Jeanne de Montvallat         | Jeanne de Montvallat         | Jeanne de Montvallat | Jeanne de Montvallat | Jeanne de Montvallat                            | Jeanne de Montvallat                            |                                                 |                                                 | Henri de Montvallat                                                                            | Henri de Montvallat                                                                            | Henri de Montvallat                                                                            | Henri de Montvallat                                                                            | Henri de Montvallat                                                                            | Henri de Montvallat                                                                            |                                                              |                                                              | Madeleine de Bourbon-Malause                                                    | Madeleine de Bourbon-Malause                                                    | Madeleine de Bourbon-Malause                                                    | Madeleine de Bourbon-Malause                                                    | Madeleine de Bourbon-Malause                                                    | Madeleine de Bourbon-Malause                                                    |                                                                            |                                                                            | Gilbert-François de Cardaillac, marquis de Cardaillac, baron de La Chapelle-Marival | Gilbert-François de Cardaillac, marquis de Cardaillac, baron de La Chapelle-Marival | Gilbert-François de Cardaillac, marquis de Cardaillac, baron de La Chapelle-Marival | Gilbert-François de Cardaillac, marquis de Cardaillac, baron de La Chapelle-Marival | Gilbert-François de Cardaillac, marquis de Cardaillac, baron de La Chapelle-Marival | Gilbert-François de Cardaillac, marquis de Cardaillac, baron de La Chapelle-Marival |                                  |                                  | Élie de Bourbon Malause                                     | Élie de Bourbon Malause                                     | Élie de Bourbon Malause                                     | Élie de Bourbon Malause                                     | Élie de Bourbon Malause | Élie de Bourbon Malause | | | Françoise de Bourbon-Lavedan                                                                                               | Françoise de Bourbon-Lavedan                                                                                               | Françoise de Bourbon-Lavedan                | Françoise de Bourbon-Lavedan                | Françoise de Bourbon-Lavedan                | Françoise de Bourbon-Lavedan                |                                       |                                       | Bertrand de Peyronenc, seigneur de Saint-Chamarans | Bertrand de Peyronenc, seigneur de Saint-Chamarans | Bertrand de Peyronenc, seigneur de Saint-Chamarans | Bertrand de Peyronenc, seigneur de Saint-Chamarans | Bertrand de Peyronenc, seigneur de Saint-Chamarans | Bertrand de Peyronenc, seigneur de Saint-Chamarans |                                      |                                      | Jacques de Bourbon-Malause                           | Jacques de Bourbon-Malause                           | Jacques de Bourbon-Malause                           | Jacques de Bourbon-Malause                           | Jacques de Bourbon-Malause                           | Jacques de Bourbon-Malause                           |                                                  |                                                  | Henri de Bourbon-Malause (1575-1647), 1er marquis de Malause, 7e vicomte de Lavedan | Henri de Bourbon-Malause (1575-1647), 1er marquis de Malause, 7e vicomte de Lavedan | Henri de Bourbon-Malause (1575-1647), 1er marquis de Malause, 7e vicomte de Lavedan | Henri de Bourbon-Malause (1575-1647), 1er marquis de Malause, 7e vicomte de Lavedan | Henri de Bourbon-Malause (1575-1647), 1er marquis de Malause, 7e vicomte de Lavedan | Henri de Bourbon-Malause (1575-1647), 1er marquis de Malause, 7e vicomte de Lavedan |                    |                    | Marie-Madeleine de Châlon                | Marie-Madeleine de Châlon                | Marie-Madeleine de Châlon                | Marie-Madeleine de Châlon                | Marie-Madeleine de Châlon                | Marie-Madeleine de Châlon                |                     |                     |                                       |                                       |                                       |                                       |                                       |                                       |                     |                     |                                         |                                         |                                         |                                         |                                         |                                         |                       |                       |                                |                                |                                |                                |                                |                                |  |  |                                                                                    |                                                                                    |                                                                                    |                                                                                    |                                                                                    |                                                                                    |  |  |                               |                               |                               |                               |                               |                               |  |  |  |  |
|                    |                    |                    |                    | Branche des baron de Basian | Branche des baron de Basian | Branche des baron de Basian | Branche des baron de Basian | Branche des baron de Basian                           | Branche des baron de Basian                           |                                                       |                                                       |                                                       |                                                       |  |  |                                           |                                           |                                           |                                           |                                           |                                           |                |                | Anne de Bourbon de Barbazan                                                | Anne de Bourbon de Barbazan                                                | Anne de Bourbon de Barbazan                                                | Anne de Bourbon de Barbazan                                                | Anne de Bourbon de Barbazan                                                | Anne de Bourbon de Barbazan                                                |                                                     |                                                     | N. de Gonez, seigneur de Gonez                      | N. de Gonez, seigneur de Gonez                      | N. de Gonez, seigneur de Gonez              | N. de Gonez, seigneur de Gonez              | N. de Gonez, seigneur de Gonez                                                                     | N. de Gonez, seigneur de Gonez                                                                     | | | Catherine de Bourbon de Barbazan                                                                   | Catherine de Bourbon de Barbazan                                                                   | Catherine de Bourbon de Barbazan | Catherine de Bourbon de Barbazan | Catherine de Bourbon de Barbazan                                                                  | Catherine de Bourbon de Barbazan                                                                  |                                                                                                   |                                                                                                   | Roger II de Comminges, comte de Péguilhan                                                         | Roger II de Comminges, comte de Péguilhan                                                         | Roger II de Comminges, comte de Péguilhan                  | Roger II de Comminges, comte de Péguilhan                  | Roger II de Comminges, comte de Péguilhan                  | Roger II de Comminges, comte de Péguilhan                  |                                                          |                                                          |                                                          |                                                          |                |                |                                                             |                                                             |                                                             |                                                             |                                                             |                                                             |                              |                              |                                                         |                                                         |                                                         |                                                         | François de Montvallat, seigneur de Montvallat          | François de Montvallat, seigneur de Montvallat          | François de Montvallat, seigneur de Montvallat | François de Montvallat, seigneur de Montvallat | François de Montvallat, seigneur de Montvallat | François de Montvallat, seigneur de Montvallat |                              |                              | Jeanne de Montvallat         | Jeanne de Montvallat         | Jeanne de Montvallat | Jeanne de Montvallat | Jeanne de Montvallat                            | Jeanne de Montvallat                            |                                                 |                                                 | Henri de Montvallat                                                                            | Henri de Montvallat                                                                            | Henri de Montvallat                                                                            | Henri de Montvallat                                                                            | Henri de Montvallat                                                                            | Henri de Montvallat                                                                            |                                                              |                                                              | Madeleine de Bourbon-Malause                                                    | Madeleine de Bourbon-Malause                                                    | Madeleine de Bourbon-Malause                                                    | Madeleine de Bourbon-Malause                                                    | Madeleine de Bourbon-Malause                                                    | Madeleine de Bourbon-Malause                                                    |                                                                            |                                                                            | Gilbert-François de Cardaillac, marquis de Cardaillac, baron de La Chapelle-Marival | Gilbert-François de Cardaillac, marquis de Cardaillac, baron de La Chapelle-Marival | Gilbert-François de Cardaillac, marquis de Cardaillac, baron de La Chapelle-Marival | Gilbert-François de Cardaillac, marquis de Cardaillac, baron de La Chapelle-Marival | Gilbert-François de Cardaillac, marquis de Cardaillac, baron de La Chapelle-Marival | Gilbert-François de Cardaillac, marquis de Cardaillac, baron de La Chapelle-Marival |                                  |                                  | Élie de Bourbon Malause                                     | Élie de Bourbon Malause                                     | Élie de Bourbon Malause                                     | Élie de Bourbon Malause                                     | Élie de Bourbon Malause | Élie de Bourbon Malause | | | Françoise de Bourbon-Lavedan                                                                                               | Françoise de Bourbon-Lavedan                                                                                               | Françoise de Bourbon-Lavedan                | Françoise de Bourbon-Lavedan                | Françoise de Bourbon-Lavedan                | Françoise de Bourbon-Lavedan                |                                       |                                       | Bertrand de Peyronenc, seigneur de Saint-Chamarans | Bertrand de Peyronenc, seigneur de Saint-Chamarans | Bertrand de Peyronenc, seigneur de Saint-Chamarans | Bertrand de Peyronenc, seigneur de Saint-Chamarans | Bertrand de Peyronenc, seigneur de Saint-Chamarans | Bertrand de Peyronenc, seigneur de Saint-Chamarans |                                      |                                      | Jacques de Bourbon-Malause                           | Jacques de Bourbon-Malause                           | Jacques de Bourbon-Malause                           | Jacques de Bourbon-Malause                           | Jacques de Bourbon-Malause                           | Jacques de Bourbon-Malause                           |                                                  |                                                  | Henri de Bourbon-Malause (1575-1647), 1er marquis de Malause, 7e vicomte de Lavedan | Henri de Bourbon-Malause (1575-1647), 1er marquis de Malause, 7e vicomte de Lavedan | Henri de Bourbon-Malause (1575-1647), 1er marquis de Malause, 7e vicomte de Lavedan | Henri de Bourbon-Malause (1575-1647), 1er marquis de Malause, 7e vicomte de Lavedan | Henri de Bourbon-Malause (1575-1647), 1er marquis de Malause, 7e vicomte de Lavedan | Henri de Bourbon-Malause (1575-1647), 1er marquis de Malause, 7e vicomte de Lavedan |                    |                    | Marie-Madeleine de Châlon                | Marie-Madeleine de Châlon                | Marie-Madeleine de Châlon                | Marie-Madeleine de Châlon                | Marie-Madeleine de Châlon                | Marie-Madeleine de Châlon                |                     |                     |                                       |                                       |                                       |                                       |                                       |                                       |                     |                     |                                         |                                         |                                         |                                         |                                         |                                         |                       |                       |                                |                                |                                |                                |                                |                                |  |  |                                                                                    |                                                                                    |                                                                                    |                                                                                    |                                                                                    |                                                                                    |  |  |                               |                               |                               |                               |                               |                               |  |  |  |  |
|                    |                    |                    |                    |                             |                             |                             |                             |                                                       |                                                       |                                                       |                                                       |                                                       |                                                       |  |  |                                           |                                           |                                           |                                           |                                           |                                           |                |                |                                                                            |                                                                            |                                                                            |                                                                            |                                                                            |                                                                            |                                                     |                                                     |                                                     |                                                     |                                             |                                             | | | | | | |                                  |                                  |                                                                                                   |                                                                                                   |                                                                                                   |                                                                                                   |                                                                                                   |                                                                                                   |                                                            |                                                            |                                                            |                                                            |                                                          |                                                          |                                                          |                                                          |                |                |                                                             |                                                             |                                                             |                                                             |                                                             |                                                             |                              |                              |                                                         |                                                         |                                                         |                                                         |                                                         |                                                         |                                                |                                                |                                                |                                                |                              |                              |                              |                              |                      |                      |                                                 |                                                 |                                                 |                                                 |                                                                                                |                                                                                                |                                                                                                |                                                                                                |                                                                                                |                                                                                                |                                                              |                                                              |                                                                                 |                                                                                 |                                                                                 |                                                                                 |                                                                                 |                                                                                 |                                                                            |                                                                            |                                                                                     |                                                                                     |                                                                                     |                                                                                     |                                                                                     |                                                                                     |                                  |                                  |                                                             |                                                             |                                                             |                                                             | | | | | | |                                             |                                             |                                             |                                             |                                       |                                       |                                                    |                                                    |                                                    |                                                    |                                                    |                                                    |                                      |                                      |                                                      |                                                      |                                                      |                                                      |                                                      |                                                      |                                                  |                                                  |                                                                                     |                                                                                     |                                                                                     |                                                                                     |                                                                                     |                                                                                     |                    |                    |                                          |                                          |                                          |                                          |                                          |                                          |                     |                     |                                       |                                       |                                       |                                       |                                       |                                       |                     |                     |                                         |                                         |                                         |                                         |                                         |                                         |                       |                       |                                |                                |                                |                                |                                |                                |  |  |                                                                                    |                                                                                    |                                                                                    |                                                                                    |                                                                                    |                                                                                    |  |  |                               |                               |                               |                               |                               |                               |  |  |  |  |
|                    |                    |                    |                    |                             |                             |                             |                             |                                                       |                                                       |                                                       |                                                       |                                                       |                                                       |  |  |                                           |                                           |                                           |                                           |                                           |                                           |                |                |                                                                            |                                                                            |                                                                            |                                                                            |                                                                            |                                                                            |                                                     |                                                     |                                                     |                                                     |                                             |                                             | | | | | | |                                  |                                  |                                                                                                   |                                                                                                   |                                                                                                   |                                                                                                   |                                                                                                   |                                                                                                   |                                                            |                                                            |                                                            |                                                            |                                                          |                                                          |                                                          |                                                          |                |                |                                                             |                                                             |                                                             |                                                             |                                                             |                                                             |                              |                              |                                                         |                                                         |                                                         |                                                         |                                                         |                                                         |                                                |                                                |                                                |                                                |                              |                              |                              |                              |                      |                      |                                                 |                                                 |                                                 |                                                 |                                                                                                |                                                                                                |                                                                                                |                                                                                                |                                                                                                |                                                                                                |                                                              |                                                              |                                                                                 |                                                                                 |                                                                                 |                                                                                 |                                                                                 |                                                                                 |                                                                            |                                                                            |                                                                                     |                                                                                     |                                                                                     |                                                                                     |                                                                                     |                                                                                     |                                  |                                  |                                                             |                                                             |                                                             |                                                             | | | | | | |                                             |                                             |                                             |                                             |                                       |                                       |                                                    |                                                    |                                                    |                                                    |                                                    |                                                    |                                      |                                      |                                                      |                                                      |                                                      |                                                      |                                                      |                                                      |                                                  |                                                  |                                                                                     |                                                                                     |                                                                                     |                                                                                     |                                                                                     |                                                                                     |                    |                    |                                          |                                          |                                          |                                          |                                          |                                          |                     |                     |                                       |                                       |                                       |                                       |                                       |                                       |                     |                     |                                         |                                         |                                         |                                         |                                         |                                         |                       |                       |                                |                                |                                |                                |                                |                                |  |  |                                                                                    |                                                                                    |                                                                                    |                                                                                    |                                                                                    |                                                                                    |  |  |                               |                               |                               |                               |                               |                               |  |  |  |  |
|                    |                    |                    |                    |                             |                             |                             |                             |                                                       |                                                       |                                                       |                                                       |                                                       |                                                       |  |  |                                           |                                           |                                           |                                           |                                           |                                           |                |                |                                                                            |                                                                            |                                                                            |                                                                            |                                                                            |                                                                            |                                                     |                                                     |                                                     |                                                     |                                             |                                             | | | | | | |                                  |                                  |                                                                                                   |                                                                                                   |                                                                                                   |                                                                                                   |                                                                                                   |                                                                                                   |                                                            |                                                            |                                                            |                                                            |                                                          |                                                          |                                                          |                                                          |                |                |                                                             |                                                             |                                                             |                                                             |                                                             |                                                             |                              |                              |                                                         |                                                         |                                                         |                                                         |                                                         |                                                         |                                                |                                                |                                                |                                                |                              |                              |                              |                              |                      |                      |                                                 |                                                 |                                                 |                                                 | Claude de Cardillac                                                                            | Claude de Cardillac                                                                            | Claude de Cardillac                                                                            | Claude de Cardillac                                                                            | Claude de Cardillac                                                                            | Claude de Cardillac                                                                            |                                                              |                                                              | Victor-Gilbert de Cardillac, marquis de Cardillac, baron de La Chapelle-Marival | Victor-Gilbert de Cardillac, marquis de Cardillac, baron de La Chapelle-Marival | Victor-Gilbert de Cardillac, marquis de Cardillac, baron de La Chapelle-Marival | Victor-Gilbert de Cardillac, marquis de Cardillac, baron de La Chapelle-Marival | Victor-Gilbert de Cardillac, marquis de Cardillac, baron de La Chapelle-Marival | Victor-Gilbert de Cardillac, marquis de Cardillac, baron de La Chapelle-Marival |                                                                            |                                                                            | Victoire de Cardillac                                                               | Victoire de Cardillac                                                               | Victoire de Cardillac                                                               | Victoire de Cardillac                                                               | Victoire de Cardillac                                                               | Victoire de Cardillac                                                               |                                  |                                  | Dom Luís de Lima e Brito Nogueira (pt), 1er comte dos Arcos | Dom Luís de Lima e Brito Nogueira (pt), 1er comte dos Arcos | Dom Luís de Lima e Brito Nogueira (pt), 1er comte dos Arcos | Dom Luís de Lima e Brito Nogueira (pt), 1er comte dos Arcos | Dom Luís de Lima e Brito Nogueira (pt), 1er comte dos Arcos                                                                | Dom Luís de Lima e Brito Nogueira (pt), 1er comte dos Arcos                                                                | | | Alexandre de Peyronec, seigneur de la Roque                                                                                | Alexandre de Peyronec, seigneur de la Roque                                                                                | Alexandre de Peyronec, seigneur de la Roque | Alexandre de Peyronec, seigneur de la Roque | Alexandre de Peyronec, seigneur de la Roque | Alexandre de Peyronec, seigneur de la Roque |                                       |                                       | Antoine de Peyronec, seigneur de Fressinet         | Antoine de Peyronec, seigneur de Fressinet         | Antoine de Peyronec, seigneur de Fressinet         | Antoine de Peyronec, seigneur de Fressinet         | Antoine de Peyronec, seigneur de Fressinet         | Antoine de Peyronec, seigneur de Fressinet         |                                      |                                      | Jacques III de Pérusse d'Escars, marquis de Merville | Jacques III de Pérusse d'Escars, marquis de Merville | Jacques III de Pérusse d'Escars, marquis de Merville | Jacques III de Pérusse d'Escars, marquis de Merville | Jacques III de Pérusse d'Escars, marquis de Merville | Jacques III de Pérusse d'Escars, marquis de Merville |                                                  |                                                  | Madeleine de Bourbon-Malause                                                        | Madeleine de Bourbon-Malause                                                        | Madeleine de Bourbon-Malause                                                        | Madeleine de Bourbon-Malause                                                        | Madeleine de Bourbon-Malause                                                        | Madeleine de Bourbon-Malause                                                        |                    |                    | Jean de Pestels, comte de Caylus         | Jean de Pestels, comte de Caylus         | Jean de Pestels, comte de Caylus         | Jean de Pestels, comte de Caylus         | Jean de Pestels, comte de Caylus         | Jean de Pestels, comte de Caylus         |                     |                     | Victoire de Bourbon-Malause († 1644)  | Victoire de Bourbon-Malause († 1644)  | Victoire de Bourbon-Malause († 1644)  | Victoire de Bourbon-Malause († 1644)  | Victoire de Bourbon-Malause († 1644)  | Victoire de Bourbon-Malause († 1644)  |                     |                     | Armand d'Escodeca, marquis de Mirambeau | Armand d'Escodeca, marquis de Mirambeau | Armand d'Escodeca, marquis de Mirambeau | Armand d'Escodeca, marquis de Mirambeau | Armand d'Escodeca, marquis de Mirambeau | Armand d'Escodeca, marquis de Mirambeau |                       |                       | Henriette de Durfort           | Henriette de Durfort           | Henriette de Durfort           | Henriette de Durfort           | Henriette de Durfort           | Henriette de Durfort           |  |  | Louis de Bourbon-Malause (1608-1667), 2e marquis de Malause, 8e vicomte de Lavedan | Louis de Bourbon-Malause (1608-1667), 2e marquis de Malause, 8e vicomte de Lavedan | Louis de Bourbon-Malause (1608-1667), 2e marquis de Malause, 8e vicomte de Lavedan | Louis de Bourbon-Malause (1608-1667), 2e marquis de Malause, 8e vicomte de Lavedan | Louis de Bourbon-Malause (1608-1667), 2e marquis de Malause, 8e vicomte de Lavedan | Louis de Bourbon-Malause (1608-1667), 2e marquis de Malause, 8e vicomte de Lavedan |  |  | Charlotte de Kerveno          | Charlotte de Kerveno          | Charlotte de Kerveno          | Charlotte de Kerveno          | Charlotte de Kerveno          | Charlotte de Kerveno          |  |  |  |  |
|                    |                    |                    |                    |                             |                             |                             |                             |                                                       |                                                       |                                                       |                                                       |                                                       |                                                       |  |  |                                           |                                           |                                           |                                           |                                           |                                           |                |                |                                                                            |                                                                            |                                                                            |                                                                            |                                                                            |                                                                            |                                                     |                                                     |                                                     |                                                     |                                             |                                             | | | | | | |                                  |                                  |                                                                                                   |                                                                                                   |                                                                                                   |                                                                                                   |                                                                                                   |                                                                                                   |                                                            |                                                            |                                                            |                                                            |                                                          |                                                          |                                                          |                                                          |                |                |                                                             |                                                             |                                                             |                                                             |                                                             |                                                             |                              |                              |                                                         |                                                         |                                                         |                                                         |                                                         |                                                         |                                                |                                                |                                                |                                                |                              |                              |                              |                              |                      |                      |                                                 |                                                 |                                                 |                                                 | Claude de Cardillac                                                                            | Claude de Cardillac                                                                            | Claude de Cardillac                                                                            | Claude de Cardillac                                                                            | Claude de Cardillac                                                                            | Claude de Cardillac                                                                            |                                                              |                                                              | Victor-Gilbert de Cardillac, marquis de Cardillac, baron de La Chapelle-Marival | Victor-Gilbert de Cardillac, marquis de Cardillac, baron de La Chapelle-Marival | Victor-Gilbert de Cardillac, marquis de Cardillac, baron de La Chapelle-Marival | Victor-Gilbert de Cardillac, marquis de Cardillac, baron de La Chapelle-Marival | Victor-Gilbert de Cardillac, marquis de Cardillac, baron de La Chapelle-Marival | Victor-Gilbert de Cardillac, marquis de Cardillac, baron de La Chapelle-Marival |                                                                            |                                                                            | Victoire de Cardillac                                                               | Victoire de Cardillac                                                               | Victoire de Cardillac                                                               | Victoire de Cardillac                                                               | Victoire de Cardillac                                                               | Victoire de Cardillac                                                               |                                  |                                  | Dom Luís de Lima e Brito Nogueira (pt), 1er comte dos Arcos | Dom Luís de Lima e Brito Nogueira (pt), 1er comte dos Arcos | Dom Luís de Lima e Brito Nogueira (pt), 1er comte dos Arcos | Dom Luís de Lima e Brito Nogueira (pt), 1er comte dos Arcos | Dom Luís de Lima e Brito Nogueira (pt), 1er comte dos Arcos                                                                | Dom Luís de Lima e Brito Nogueira (pt), 1er comte dos Arcos                                                                | | | Alexandre de Peyronec, seigneur de la Roque                                                                                | Alexandre de Peyronec, seigneur de la Roque                                                                                | Alexandre de Peyronec, seigneur de la Roque | Alexandre de Peyronec, seigneur de la Roque | Alexandre de Peyronec, seigneur de la Roque | Alexandre de Peyronec, seigneur de la Roque |                                       |                                       | Antoine de Peyronec, seigneur de Fressinet         | Antoine de Peyronec, seigneur de Fressinet         | Antoine de Peyronec, seigneur de Fressinet         | Antoine de Peyronec, seigneur de Fressinet         | Antoine de Peyronec, seigneur de Fressinet         | Antoine de Peyronec, seigneur de Fressinet         |                                      |                                      | Jacques III de Pérusse d'Escars, marquis de Merville | Jacques III de Pérusse d'Escars, marquis de Merville | Jacques III de Pérusse d'Escars, marquis de Merville | Jacques III de Pérusse d'Escars, marquis de Merville | Jacques III de Pérusse d'Escars, marquis de Merville | Jacques III de Pérusse d'Escars, marquis de Merville |                                                  |                                                  | Madeleine de Bourbon-Malause                                                        | Madeleine de Bourbon-Malause                                                        | Madeleine de Bourbon-Malause                                                        | Madeleine de Bourbon-Malause                                                        | Madeleine de Bourbon-Malause                                                        | Madeleine de Bourbon-Malause                                                        |                    |                    | Jean de Pestels, comte de Caylus         | Jean de Pestels, comte de Caylus         | Jean de Pestels, comte de Caylus         | Jean de Pestels, comte de Caylus         | Jean de Pestels, comte de Caylus         | Jean de Pestels, comte de Caylus         |                     |                     | Victoire de Bourbon-Malause († 1644)  | Victoire de Bourbon-Malause († 1644)  | Victoire de Bourbon-Malause († 1644)  | Victoire de Bourbon-Malause († 1644)  | Victoire de Bourbon-Malause († 1644)  | Victoire de Bourbon-Malause († 1644)  |                     |                     | Armand d'Escodeca, marquis de Mirambeau | Armand d'Escodeca, marquis de Mirambeau | Armand d'Escodeca, marquis de Mirambeau | Armand d'Escodeca, marquis de Mirambeau | Armand d'Escodeca, marquis de Mirambeau | Armand d'Escodeca, marquis de Mirambeau |                       |                       | Henriette de Durfort           | Henriette de Durfort           | Henriette de Durfort           | Henriette de Durfort           | Henriette de Durfort           | Henriette de Durfort           |  |  | Louis de Bourbon-Malause (1608-1667), 2e marquis de Malause, 8e vicomte de Lavedan | Louis de Bourbon-Malause (1608-1667), 2e marquis de Malause, 8e vicomte de Lavedan | Louis de Bourbon-Malause (1608-1667), 2e marquis de Malause, 8e vicomte de Lavedan | Louis de Bourbon-Malause (1608-1667), 2e marquis de Malause, 8e vicomte de Lavedan | Louis de Bourbon-Malause (1608-1667), 2e marquis de Malause, 8e vicomte de Lavedan | Louis de Bourbon-Malause (1608-1667), 2e marquis de Malause, 8e vicomte de Lavedan |  |  | Charlotte de Kerveno          | Charlotte de Kerveno          | Charlotte de Kerveno          | Charlotte de Kerveno          | Charlotte de Kerveno          | Charlotte de Kerveno          |  |  |  |  |
|                    |                    |                    |                    |                             |                             |                             |                             |                                                       |                                                       |                                                       |                                                       |                                                       |                                                       |  |  |                                           |                                           |                                           |                                           |                                           |                                           |                |                |                                                                            |                                                                            |                                                                            |                                                                            |                                                                            |                                                                            |                                                     |                                                     |                                                     |                                                     |                                             |                                             | | | | | | |                                  |                                  |                                                                                                   |                                                                                                   |                                                                                                   |                                                                                                   |                                                                                                   |                                                                                                   |                                                            |                                                            |                                                            |                                                            |                                                          |                                                          |                                                          |                                                          |                |                |                                                             |                                                             |                                                             |                                                             |                                                             |                                                             |                              |                              |                                                         |                                                         |                                                         |                                                         |                                                         |                                                         |                                                |                                                |                                                |                                                |                              |                              |                              |                              |                      |                      |                                                 |                                                 |                                                 |                                                 |                                                                                                |                                                                                                |                                                                                                |                                                                                                |                                                                                                |                                                                                                |                                                              |                                                              |                                                                                 |                                                                                 |                                                                                 |                                                                                 |                                                                                 |                                                                                 |                                                                            |                                                                            |                                                                                     |                                                                                     |                                                                                     |                                                                                     |                                                                                     |                                                                                     |                                  |                                  |                                                             |                                                             |                                                             |                                                             | | | | | | |                                             |                                             |                                             |                                             |                                       |                                       |                                                    |                                                    |                                                    |                                                    |                                                    |                                                    |                                      |                                      |                                                      |                                                      |                                                      |                                                      |                                                      |                                                      |                                                  |                                                  |                                                                                     |                                                                                     |                                                                                     |                                                                                     |                                                                                     |                                                                                     |                    |                    |                                          |                                          |                                          |                                          |                                          |                                          |                     |                     |                                       |                                       |                                       |                                       |                                       |                                       |                     |                     |                                         |                                         |                                         |                                         |                                         |                                         |                       |                       |                                |                                |                                |                                |                                |                                |  |  |                                                                                    |                                                                                    |                                                                                    |                                                                                    |                                                                                    |                                                                                    |  |  |                               |                               |                               |                               |                               |                               |  |  |  |  |
|                    |                    |                    |                    |                             |                             |                             |                             |                                                       |                                                       |                                                       |                                                       |                                                       |                                                       |  |  |                                           |                                           |                                           |                                           |                                           |                                           |                |                |                                                                            |                                                                            |                                                                            |                                                                            |                                                                            |                                                                            |                                                     |                                                     |                                                     |                                                     |                                             |                                             | | | | | | |                                  |                                  |                                                                                                   |                                                                                                   |                                                                                                   |                                                                                                   |                                                                                                   |                                                                                                   |                                                            |                                                            |                                                            |                                                            |                                                          |                                                          |                                                          |                                                          |                |                |                                                             |                                                             |                                                             |                                                             |                                                             |                                                             |                              |                              |                                                         |                                                         |                                                         |                                                         |                                                         |                                                         |                                                |                                                |                                                |                                                |                              |                              |                              |                              |                      |                      |                                                 |                                                 |                                                 |                                                 |                                                                                                |                                                                                                |                                                                                                |                                                                                                |                                                                                                |                                                                                                |                                                              |                                                              |                                                                                 |                                                                                 |                                                                                 |                                                                                 |                                                                                 |                                                                                 |                                                                            |                                                                            |                                                                                     |                                                                                     |                                                                                     |                                                                                     |                                                                                     |                                                                                     |                                  |                                  |                                                             |                                                             |                                                             |                                                             | | | | | | |                                             |                                             |                                             |                                             |                                       |                                       |                                                    |                                                    |                                                    |                                                    |                                                    |                                                    |                                      |                                      |                                                      |                                                      |                                                      |                                                      |                                                      |                                                      |                                                  |                                                  |                                                                                     |                                                                                     |                                                                                     |                                                                                     |                                                                                     |                                                                                     |                    |                    |                                          |                                          |                                          |                                          |                                          |                                          |                     |                     |                                       |                                       |                                       |                                       |                                       |                                       |                     |                     |                                         |                                         |                                         |                                         |                                         |                                         |                       |                       |                                |                                |                                |                                |                                |                                |  |  |                                                                                    |                                                                                    |                                                                                    |                                                                                    |                                                                                    |                                                                                    |  |  |                               |                               |                               |                               |                               |                               |  |  |  |  |
|                    |                    |                    |                    |                             |                             |                             |                             |                                                       |                                                       |                                                       |                                                       |                                                       |                                                       |  |  |                                           |                                           |                                           |                                           |                                           |                                           |                |                |                                                                            |                                                                            |                                                                            |                                                                            |                                                                            |                                                                            |                                                     |                                                     |                                                     |                                                     |                                             |                                             | | | | | | |                                  |                                  |                                                                                                   |                                                                                                   |                                                                                                   |                                                                                                   |                                                                                                   |                                                                                                   |                                                            |                                                            |                                                            |                                                            |                                                          |                                                          |                                                          |                                                          |                |                |                                                             |                                                             |                                                             |                                                             |                                                             |                                                             |                              |                              |                                                         |                                                         |                                                         |                                                         |                                                         |                                                         |                                                |                                                |                                                |                                                |                              |                              |                              |                              |                      |                      |                                                 |                                                 |                                                 |                                                 |                                                                                                |                                                                                                |                                                                                                |                                                                                                |                                                                                                |                                                                                                |                                                              |                                                              |                                                                                 |                                                                                 |                                                                                 |                                                                                 |                                                                                 |                                                                                 |                                                                            |                                                                            |                                                                                     |                                                                                     |                                                                                     |                                                                                     |                                                                                     |                                                                                     |                                  |                                  |                                                             |                                                             |                                                             |                                                             | | | | | | |                                             |                                             |                                             |                                             |                                       |                                       |                                                    |                                                    |                                                    |                                                    |                                                    |                                                    |                                      |                                      |                                                      |                                                      |                                                      |                                                      | Charles de Pérusse d'Escars, marquis de Merville     | Charles de Pérusse d'Escars, marquis de Merville     | Charles de Pérusse d'Escars, marquis de Merville | Charles de Pérusse d'Escars, marquis de Merville | Charles de Pérusse d'Escars, marquis de Merville                                    | Charles de Pérusse d'Escars, marquis de Merville                                    |                                                                                     |                                                                                     |                                                                                     |                                                                                     |                    |                    |                                          |                                          |                                          |                                          |                                          |                                          |                     |                     |                                       |                                       |                                       |                                       |                                       |                                       |                     |                     |                                         |                                         |                                         |                                         |                                         |                                         |                       |                       | Branche des marquis de Malause | Branche des marquis de Malause | Branche des marquis de Malause | Branche des marquis de Malause | Branche des marquis de Malause | Branche des marquis de Malause |  |  | Henri de Bourbon-Malause                                                           | Henri de Bourbon-Malause                                                           | Henri de Bourbon-Malause                                                           | Henri de Bourbon-Malause                                                           | Henri de Bourbon-Malause                                                           | Henri de Bourbon-Malause                                                           |  |  | Magdeleine de Bourbon-Malause | Magdeleine de Bourbon-Malause | Magdeleine de Bourbon-Malause | Magdeleine de Bourbon-Malause | Magdeleine de Bourbon-Malause | Magdeleine de Bourbon-Malause |  |  |  |  |
|                    |                    |                    |                    |                             |                             |                             |                             |                                                       |                                                       |                                                       |                                                       |                                                       |                                                       |  |  |                                           |                                           |                                           |                                           |                                           |                                           |                |                |                                                                            |                                                                            |                                                                            |                                                                            |                                                                            |                                                                            |                                                     |                                                     |                                                     |                                                     |                                             |                                             | | | | | | |                                  |                                  |                                                                                                   |                                                                                                   |                                                                                                   |                                                                                                   |                                                                                                   |                                                                                                   |                                                            |                                                            |                                                            |                                                            |                                                          |                                                          |                                                          |                                                          |                |                |                                                             |                                                             |                                                             |                                                             |                                                             |                                                             |                              |                              |                                                         |                                                         |                                                         |                                                         |                                                         |                                                         |                                                |                                                |                                                |                                                |                              |                              |                              |                              |                      |                      |                                                 |                                                 |                                                 |                                                 |                                                                                                |                                                                                                |                                                                                                |                                                                                                |                                                                                                |                                                                                                |                                                              |                                                              |                                                                                 |                                                                                 |                                                                                 |                                                                                 |                                                                                 |                                                                                 |                                                                            |                                                                            |                                                                                     |                                                                                     |                                                                                     |                                                                                     |                                                                                     |                                                                                     |                                  |                                  |                                                             |                                                             |                                                             |                                                             | | | | | | |                                             |                                             |                                             |                                             |                                       |                                       |                                                    |                                                    |                                                    |                                                    |                                                    |                                                    |                                      |                                      |                                                      |                                                      |                                                      |                                                      | Charles de Pérusse d'Escars, marquis de Merville     | Charles de Pérusse d'Escars, marquis de Merville     | Charles de Pérusse d'Escars, marquis de Merville | Charles de Pérusse d'Escars, marquis de Merville | Charles de Pérusse d'Escars, marquis de Merville                                    | Charles de Pérusse d'Escars, marquis de Merville                                    |                                                                                     |                                                                                     |                                                                                     |                                                                                     |                    |                    |                                          |                                          |                                          |                                          |                                          |                                          |                     |                     |                                       |                                       |                                       |                                       |                                       |                                       |                     |                     |                                         |                                         |                                         |                                         |                                         |                                         |                       |                       | Branche des marquis de Malause | Branche des marquis de Malause | Branche des marquis de Malause | Branche des marquis de Malause | Branche des marquis de Malause | Branche des marquis de Malause |  |  | Henri de Bourbon-Malause                                                           | Henri de Bourbon-Malause                                                           | Henri de Bourbon-Malause                                                           | Henri de Bourbon-Malause                                                           | Henri de Bourbon-Malause                                                           | Henri de Bourbon-Malause                                                           |  |  | Magdeleine de Bourbon-Malause | Magdeleine de Bourbon-Malause | Magdeleine de Bourbon-Malause | Magdeleine de Bourbon-Malause | Magdeleine de Bourbon-Malause | Magdeleine de Bourbon-Malause |  |  |  |  |